# Argélia
A Argélia (em árabe: الجزائر; romaniz.: al-Jazā’ir; em árabe argelino e tamazigue: الدزاير, transl.: Dzayer, الجازاير, transl.: Djazaïr ou لدزاير, transl.: Ldzayer; em tifinague: ⴷⵣⴰⵢⴻⵔ, transl.: Lezzayer; em francês: Algérie, pronunciado: [al.ge.ʁi] (escutarⓘ)), oficialmente República Argelina Democrática e Popular, é um país da África do Norte que faz parte do Magrebe. Sua capital é Argel, no norte do país, sendo a cidade mais populosa na costa do Mediterrâneo. Com uma superfície de 2 381 741 km², é o maior país da bacia do Mediterrâneo e o mais extenso de todo continente africano, após a divisão entre o Sudão e o Sudão do Sul. Partilha suas fronteiras terrestres ao nordeste com a Tunísia, a leste com a Líbia, ao sul com o Níger e o Mali, a sudoeste com a Mauritânia e o território contestado do Saara Ocidental, e ao oeste com Marrocos.
A nação possui uma rica história, tendo conhecido muitos impérios e dinastias, incluindo os antigos númidas, fenícios, romanos, vândalos, bizantinos, omíadas, abássidas, idríssidas, aglábidas, rustâmidas, fatímidas, zíridas, hamádidas, almorávidas, almóadas, otomanos e o império colonial francês. Berberes são geralmente considerados os primeiros habitantes da Argélia. Após a conquista árabe do Norte da África, a maioria dos habitantes nativos foram arabizados. Assim, embora a maioria dos argelinos são berberes na origem, se identificam na identidade árabe. No geral, argelinos são uma mistura de berberes com alguns elementos adicionais de árabes, turcos, africanos subsarianos e andalusinos (muçulmanos ibéricos emigraram após a Reconquista).
A Argélia é tida como uma potência regional e média. O país fornece grandes quantidades de gás natural para a Europa, e as exportações de energia são um dos principais contribuintes na economia argelina. De acordo com a Organização dos Países Exportadores de Petróleo (OPEP), a Argélia tem a 17ª maior reserva de petróleo do mundo e a segunda maior da África, ao mesmo tempo que tem a 9ª maior reserva de gás natural no mundo. Sonatrach, a empresa nacional de petróleo, é a maior empresa na África. A Argélia tem uma das maiores forças armadas na África e um dos maiores orçamentos de defesa no continente. A maioria das armas da Argélia são importadas da Rússia, com quem mantém uma aliança próxima.
O país é membro da Organização das Nações Unidas (ONU), da União Africana (UA) e da Liga Árabe praticamente depois de sua independência, em 1962, e integra a Organização dos Países Exportadores de Petróleo (OPEP) desde 1969. Em fevereiro de 1989, a Argélia participou com os outros estados magrebinos, para a criação da União do Maghreb Árabe. A Constituição argelina define "o islã, os árabes e os berberes" como "componentes fundamentais" da identidade do povo argelino, e o país como "terra do islã, parte integrante do Grande Magreb, do Mediterrâneo e da África".

## História

### Pré-história e Antiguidade

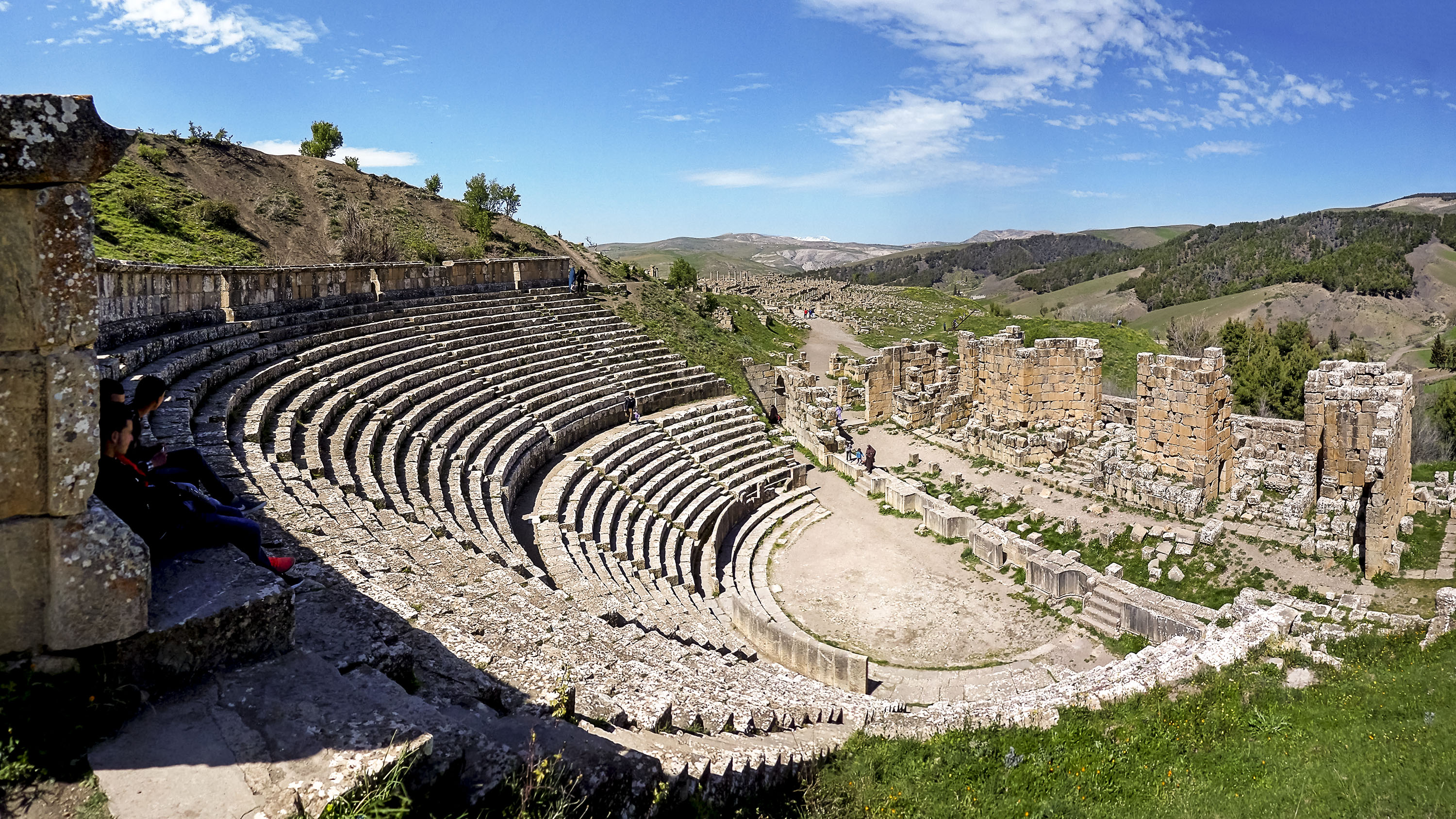
Anfiteatro romano em Djémila

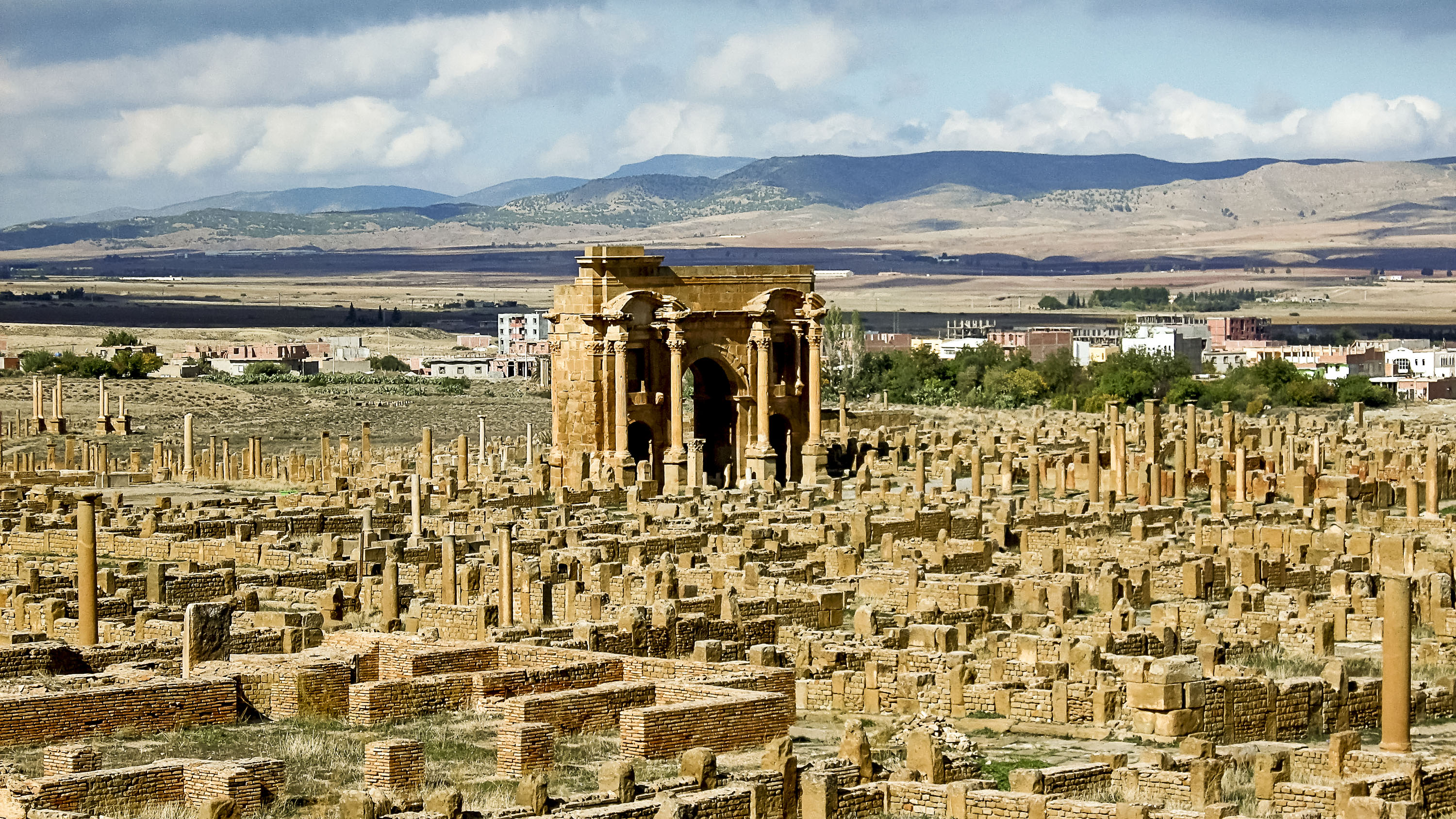
Arco de Trajano em Timgad

Na região de Ain Hanech (Província de Saïda), foram encontrados remanescentes precoces (200 000 a.C.) de ocupação de hominídeos na África do Norte. Neandertais fabricantes de ferramentas produziam machados de mão nos estilos levallois e musteriense semelhantes aos do Levante por volta de 43 000 a.C.
A Argélia é habitada por berberes desde pelo menos 10 000 a.C. A partir de 1 000 a.C., os cartagineses passaram a exercer influência sobre os berberes ao instalarem assentamentos ao longo da costa. Os primeiros reinos berberes começaram a surgir, destacando-se o Reino da Numídia, e aproveitaram a oportunidade oferecida pelas guerras púnicas para se tornarem independentes de Cartago.
Sua independência, no entanto, não durou muito já que em 200 a.C. eles foram anexados por Roma, então uma república. Com a queda do Império Romano do Ocidente os berberes tornaram-se independentes outra vez retomando o controle da maior parte do seu antigo território, com exceção de algumas zonas que foram ocupadas pelos Vândalos que por sua vez foram expulsos pelos bizantinos. Com sua vitória o Império Bizantino manteve, ainda que com dificuldades, o domínio sobre a parte leste do país até a chegada dos árabes no século VIII.

### Domínio otomano e francês

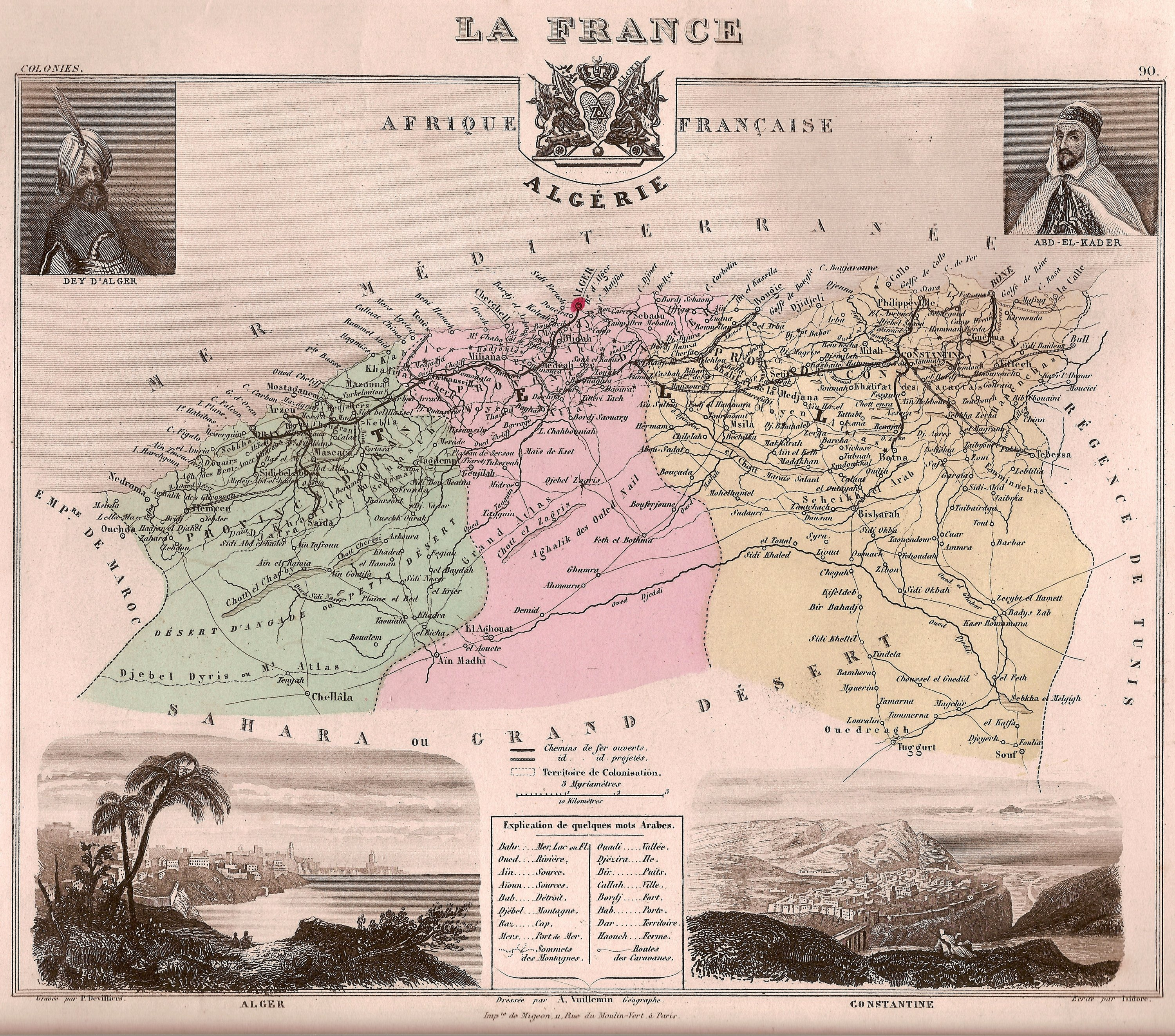
Mapa da Argélia francesa do século XIX

A Argélia foi anexada ao Império Otomano por Khair-ad-Don e seu irmão Aruj que estabeleceram as atuais fronteiras argelinas ao norte e fizeram da costa uma importante base de corsários. As atividades dos corsários atingiram seu pico por volta do século XVII. Ataques constantes a navios norte-americanos no mediterrâneo resultaram na primeira e segunda guerras berberes. Sob o pretexto de falta de respeito para com seu cônsul, a França invade a Argélia em 1830. A forte resistência de personalidades locais e da população dificultou a tarefa da França, que só no século XX obtém o completo controle do país.
Mesmo antes da obtenção efetiva desse controle, a França já havia tornado a Argélia parte integrante de seu território, uma situação que só acabaria com o colapso da Quarta República. Milhares de colonizadores da França, Itália, Espanha e Malta se mudaram para a Argélia para cultivar as planícies costeiras e morar nas melhores partes das cidades argelinas, beneficiando-se do confisco de terras populares realizado pelo governo francês. Pessoas de descendência europeia (conhecidos como pieds-noirs, ou pés pretos), assim como judeus argelinos eram considerados cidadãos franceses, enquanto que a maioria da população muçulmana argelina não era coberta pelas leis francesas, não tinha cidadania francesa e não tinha direito a voto.

### Independência

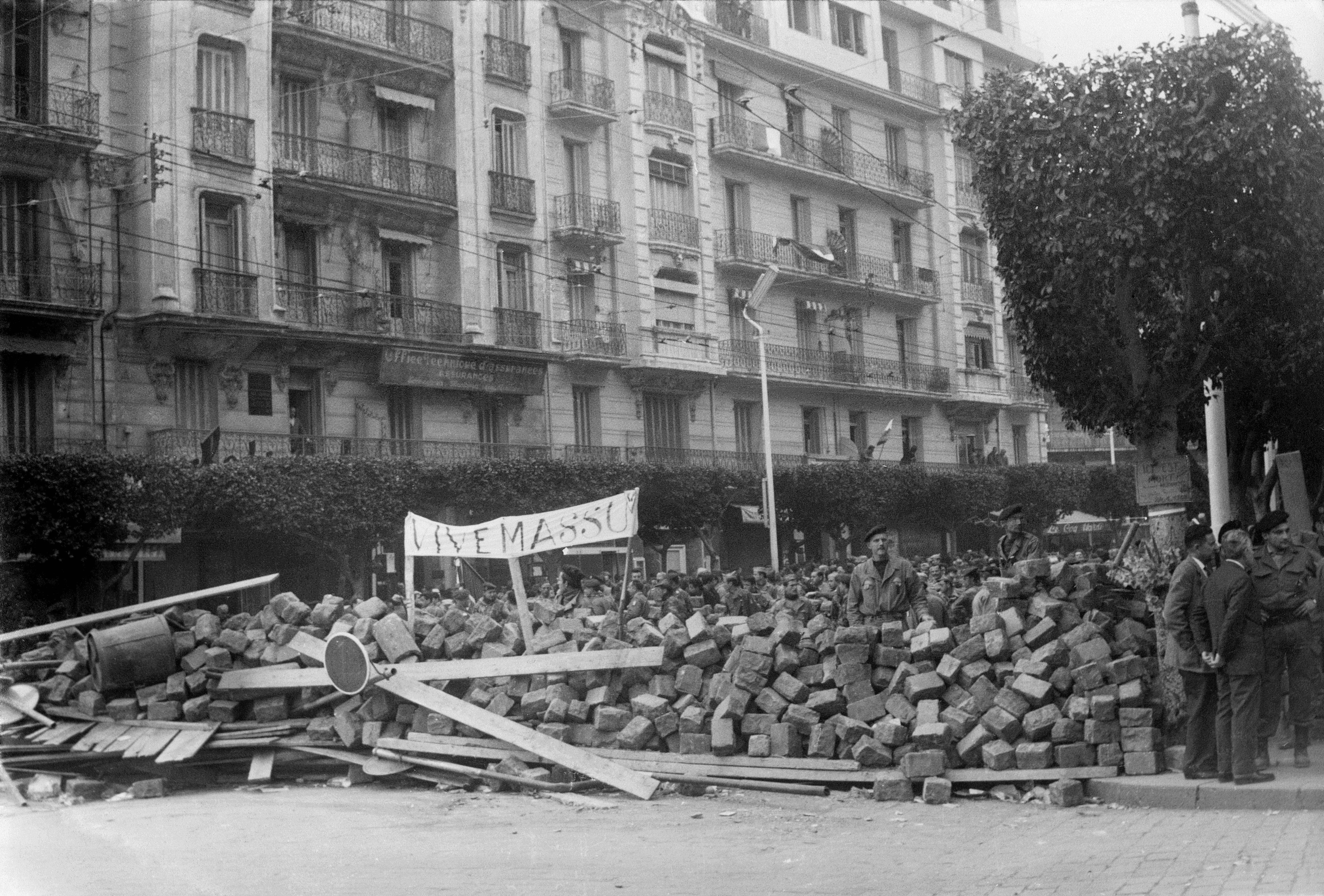
Rua de Argel em 1960, durante a guerra da independência

A crise social chegou ao seu limite, com índices de analfabetismo subindo cada vez mais enquanto que a tomada de terras desapropriou boa parte da população nativa. A Argélia foi obrigada a enfrentar uma guerra prolongada de libertação em virtude da resistência dos colonos franceses, que dominam as melhores terras. Em 1947, a França estende a cidadania francesa aos argelinos e permite o acesso dos muçulmanos aos postos governamentais, mas os franceses da Argélia resistem a qualquer concessão aos nativos. Nesse mesmo ano é fundada a Frente de Libertação Nacional (FLN), para organizar a luta pela independência. Uma campanha de atentados antiárabes (1950-1953) desencadeada por colonos direitistas, tem como reação da FLN uma onda de atentados nas cidades e guerra de guerrilha no campo. Em 1958, rebeldes exilados fundam no Cairo um governo provisório republicano. A intervenção de tropas de elite da metrópole (Legião Estrangeira e paraquedistas) amplia a guerra. Ações terroristas, tortura e deportações caracterizam a ação militar da França. Os nacionalistas e oficiais de ultradireita dão um golpe militar na Argélia em 1958.
No ano seguinte o presidente francês, Charles de Gaulle, concede autodeterminação aos argelinos. Mas a guerra se intensifica em 1961, pela entrada em ação da organização terrorista de direita OAS (Organização do Exército Secreto), comandada pelo general Salan, um dos protagonistas do golpe de 1958. Ao terrorismo da OAS a FLN responde com mais terrorismo. Nesse mesmo ano fracassam as negociações franco-argelinas, por discordâncias em torno do aproveitamento do petróleo descoberto em 1945. Em 1962 é acertado o Armistício de Evian, com o reconhecimento da independência argelina pela França em troca de garantias aos franceses na Argélia. A República Popular Democrática da Argélia é proclamada após eleições em que a FLN apresenta-se como partido único. Ben Bella torna-se presidente.
A guerra de independência da Argélia fez 400 mil mortos, maioritariamente civis argelinos, para uma população de 10 milhões de habitantes. Entre um e dois milhões de pessoas foram detidas à força pelo exército francês em campos destinados a isolar a FLN da população.

## Geografia

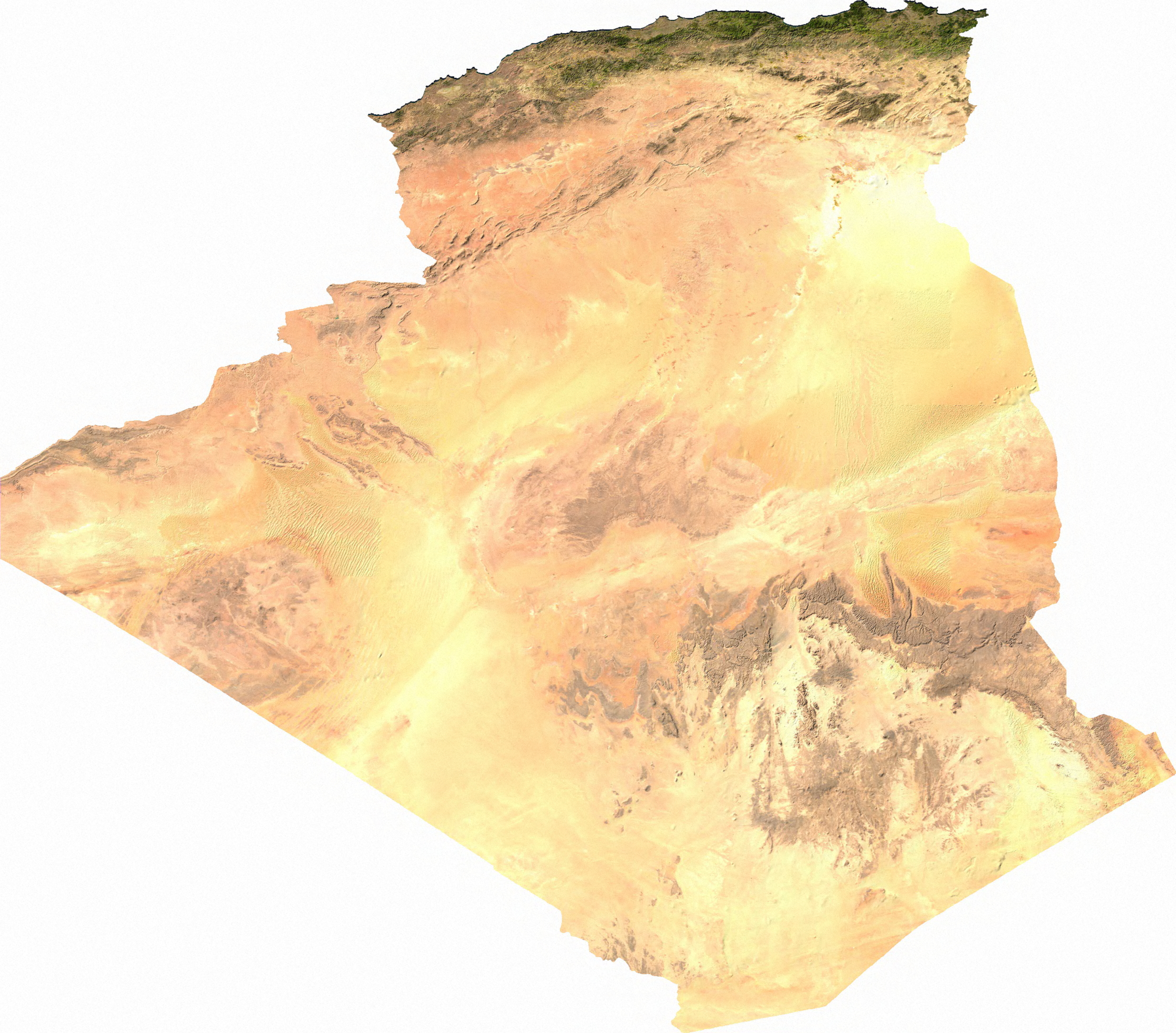
Imagem de satélite da Argélia

A Argélia tem duas regiões geográficas principais, a região norte e a região do deserto do Saara, na região ao sul do país. A região norte é formada por quatro zonas: uma pequena faixa de planície acompanhando a costa do Mediterrâneo; a região da cadeia de montanhas do Atlas, que possuem um clima mediterrâneo e solo fértil abundante; a região semiárida e parcamente povoada do Chotts, o qual contém lagos salgados (chotts) e onde se localizam em maior número os criadores de ovelhas e cabras; e a região das montanhas do Atlas do Saara, uma série de montanhas e massivos, também sendo uma região semiárida e usada essencialmente como pastagem. O rio Chelife é o maior do país. A maior parte da região árida do Saara é coberta com cascalhos e pedras, com pouca vegetação; há também grandes áreas de dunas de areia no norte e no leste. Alguns oásis importantes são: Touggourt, Biskra, Chenachane, In Zize, e Tin Rerhoh.
O norte argelino está sujeito a sismos, os quais, como em 1954, 1980 e 2003, podem causar grande devastação. A maior parte da área costeira da Argélia é acidentada, por vezes mesmo montanhosa, e há poucos bons portos. A área imediatamente a sul da costa, conhecida como o Tell, é fértil. Mais para sul situam-se os montes Atlas e o deserto do Saara. Argel, Oran e Constantina são as principais cidades.

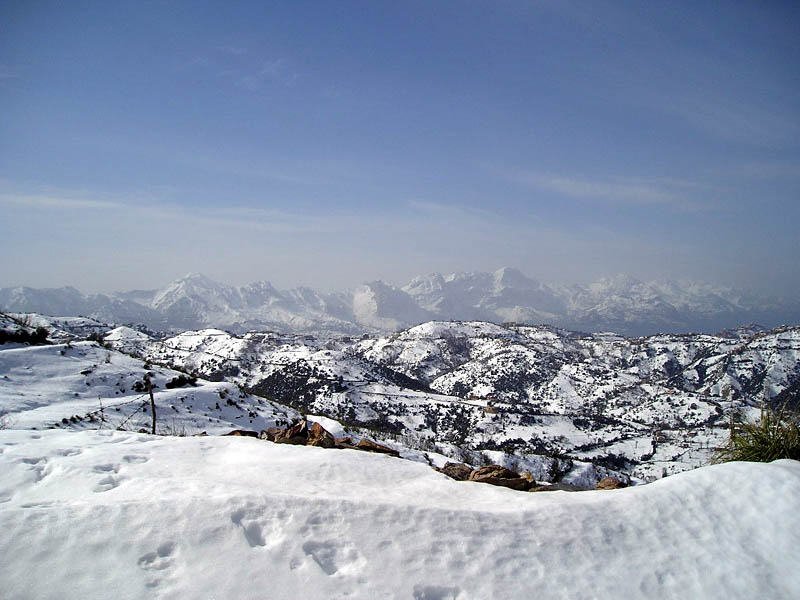
Cordilheira Djurdjura no inverno.
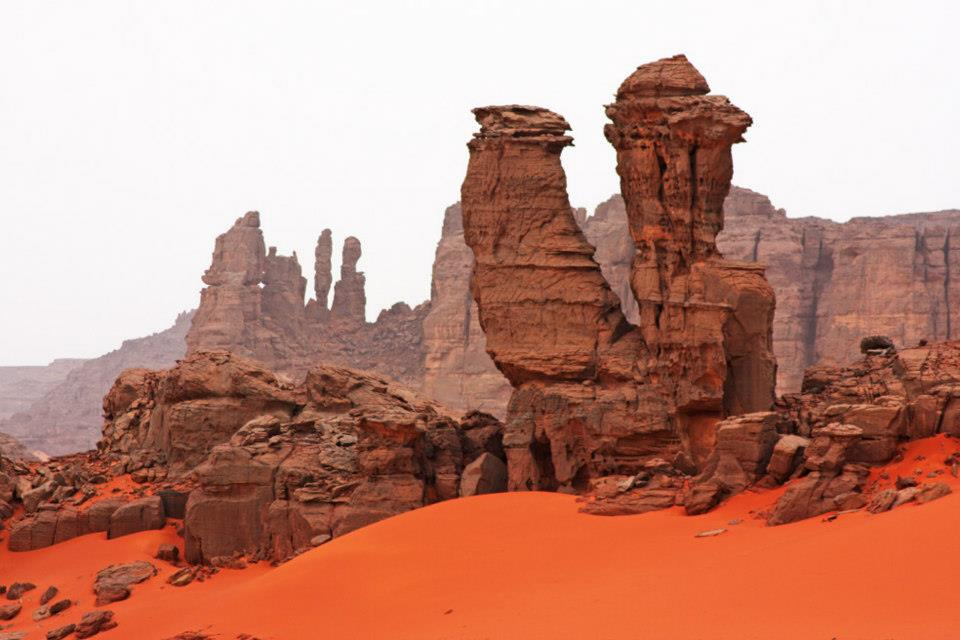
O Tadrart Rouge perto de Djanet.
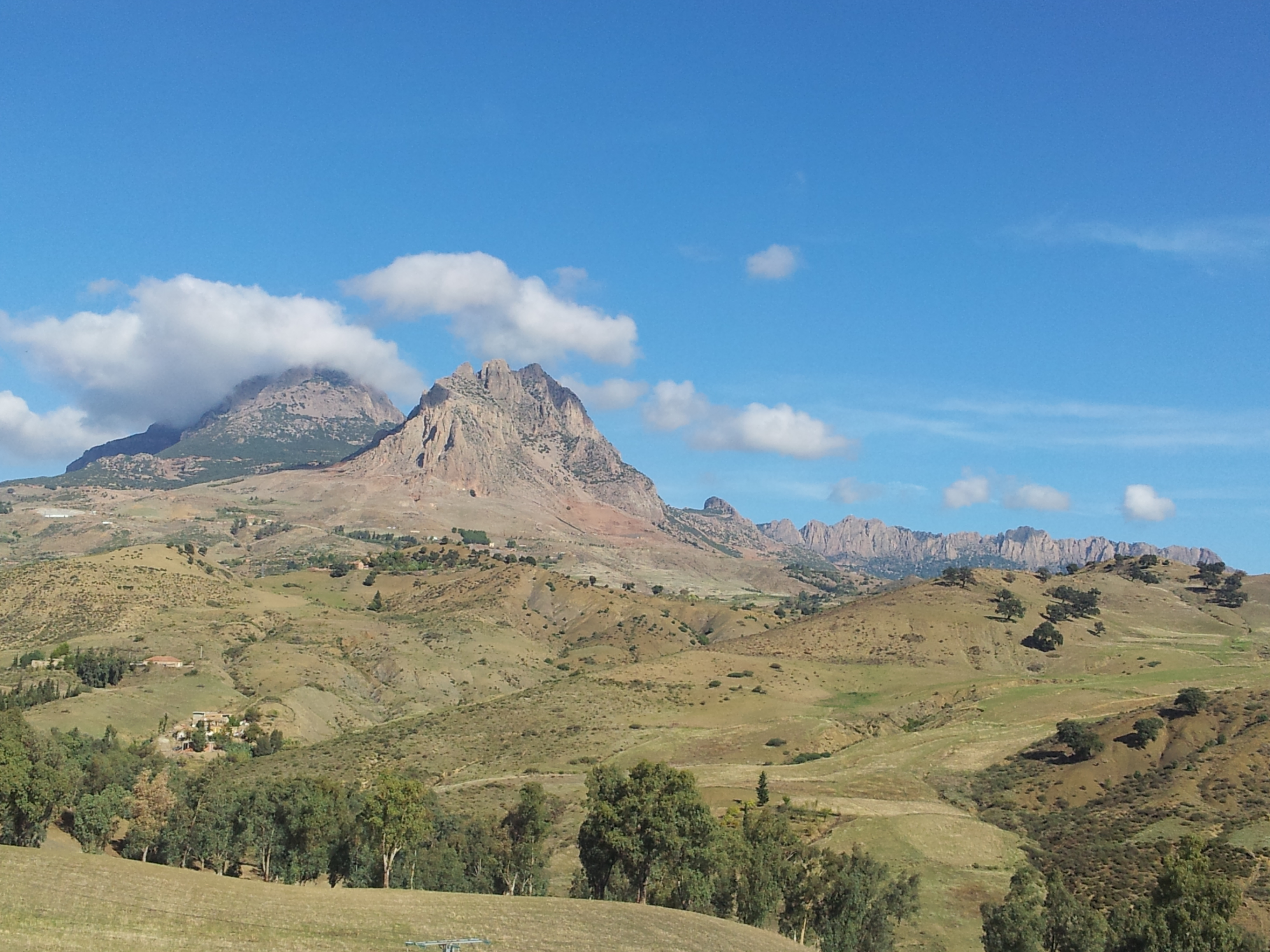
Uarsenis, cordilheira no noroeste do país.
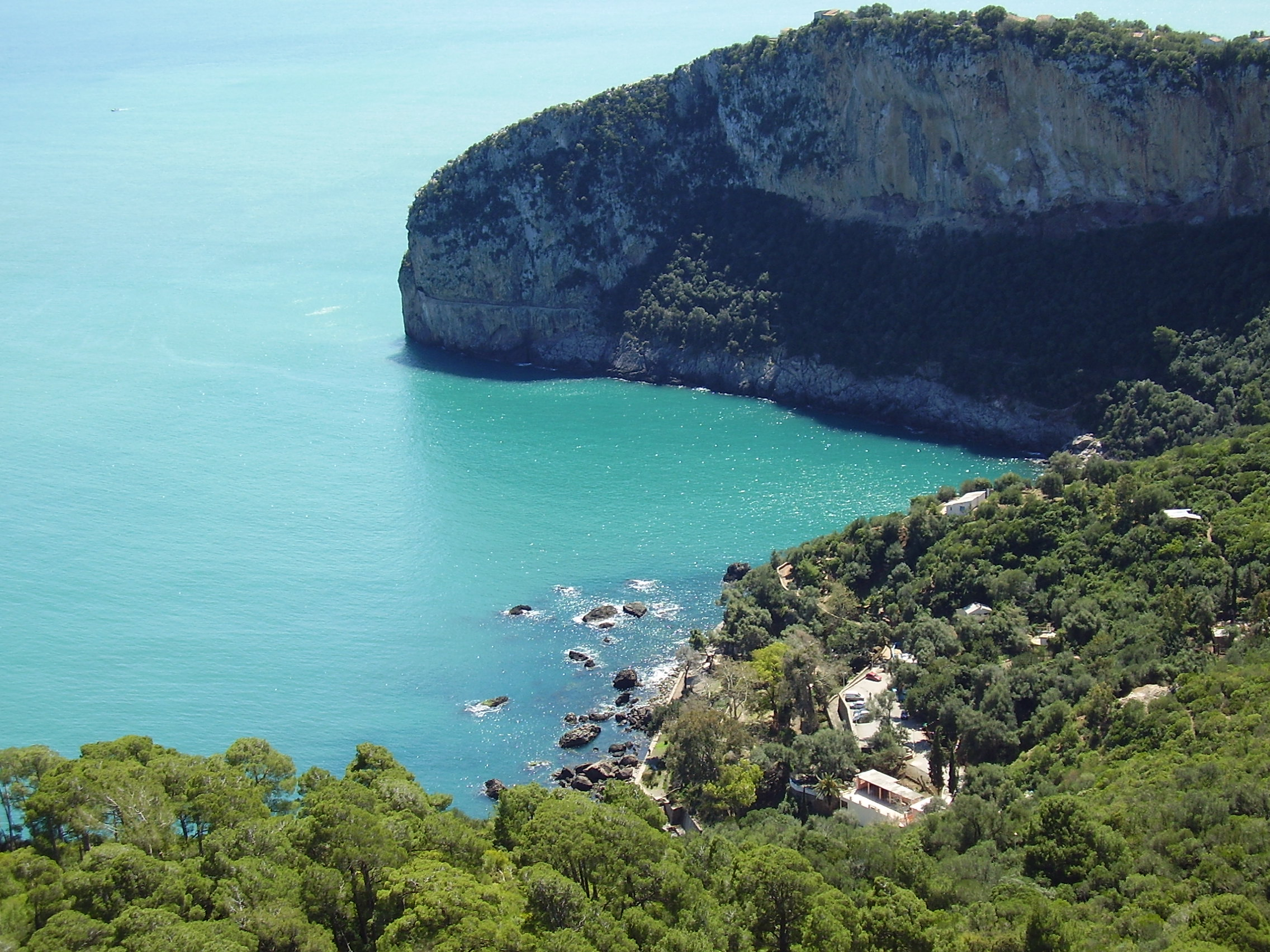
Litoral de Bugia.

### Clima

Mapa da Argélia de acordo com a classificação climática de Köppen-Geiger

Grande parte da Argélia apresenta clima árido e quente. O país é atingido pelo siroco, um vento quente e carregado de pó e areia, especialmente comum no verão. Nesta região, as temperaturas do deserto do meio-dia podem ser quentes durante todo o ano. Depois do pôr do sol, no entanto, o ar claro e seco permite a rápida perda de calor e as noites são frias, registrando-se dias com enorme amplitude térmica. Apenas na costa norte do país o clima é mediterrâneo, mais suave. Os invernos nas áreas montanhosas também podem ser rigorosos.
A precipitação é bastante abundante ao longo da parte costeira da Cordilheira do Atlas, variando de 400 a 670 milímetros (mm) por ano, aumentando de oeste para leste. A precipitação é mais forte na parte norte do leste do país, onde atinge até 1 000 mm em alguns anos. Mais para o interior, as chuvas são menos abundantes. A Argélia também tem dunas de areia entre montanhas. Entre elas, no verão, quando os ventos são fortes, as temperaturas podem chegar a até 43 °C.

### Biodiversidade
A vegetação variada da Argélia inclui regiões litorâneas, montanhosas e gramíneas como o deserto, que apoiam uma grande variedade de vida selvagem. Muitas das criaturas que compõem a vida selvagem argelina vivem em estreita proximidade com a civilização. Os animais mais comumente vistos incluem os javalis, chacais e gazelas, embora não seja incomum detectar fenecos e jerboas. A Argélia também tem uma pequena população africana de leopardo-africano e de guepardo-do-noroeste-africano, mas raramente são vistos. Uma espécie de cervo, o Cervus elaphus barbarus, habita as densas florestas úmidas nas áreas do nordeste do país.

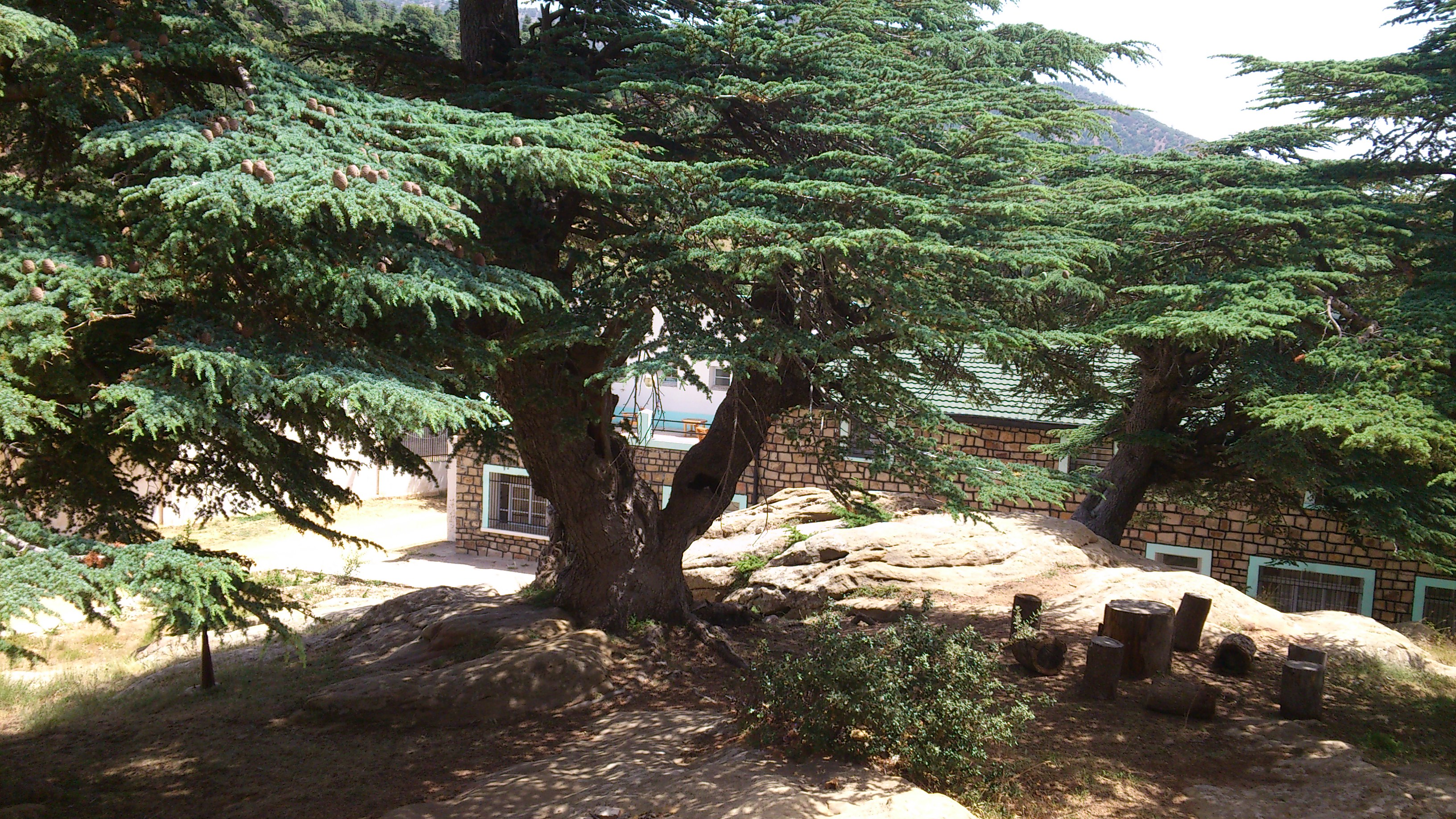
Cedro em Aurés

Uma variedade de espécies de aves torna o país uma atração para observadores de pássaros. O macaco-de-gibraltar é o único macaco nativo. As serpentes, os lagartos-monitor e de vários répteis podem ser encontrados atrás de roedores nas regiões semiáridas. Muitos animais estão agora extintos, como o leão-do-atlas, o urso-do-atlas e o crocodilo-do-oeste-africano.
No norte, uma parte da flora nativa inclui maquis, oliveiras, carvalhos, cedros e outras coníferas. As regiões de montanha contêm grandes florestas de pinheiro-de-alepo, zimbro e carvalho verde, além de algumas árvores caducifólias. Figueiras, eucaliptos, agaves e várias palmeiras crescem nas áreas mais quentes. A vinha é nativa da costa. Na região do Saara, alguns oásis têm palmeiras. Acacias com azeitonas selvagens são a flora predominante no restante do Sahara.

## Demografia

Densidade populacional por província em 2008

Em janeiro de 2016, a população da Argélia era estimada em 40,4 milhões de pessoas, que são principalmente árabes e berberes. No início do século XX, sua população era de aproximadamente de 4 milhões de habitantes. Cerca de 90% dos argelinos vivem no norte, na área costeira; os habitantes do deserto do Saara se concentram principalmente em oásis, embora cerca de 1,5 milhão permaneçam nômades ou seminômades. Cerca de 28,1% dos argelinos são menores de 15 anos.
As mulheres compõem 70% dos advogados do país e 60% dos juízes e também dominam o campo da medicina. Cada vez mais, as mulheres estão a contribuir mais para a renda familiar do que os homens. 60% dos estudantes universitários são mulheres, de acordo com pesquisadores universitários.
Entre 90 000 e 165 000 saarauís do Saara Ocidental vivem nos campos de refugiados no deserto ocidental do Saara argelino. Há também mais de 4 000 refugiados palestinos, que estão bem integrados e não pediram ajuda ao Alto Comissariado das Nações Unidas para os Refugiados (ACNUR). Em 2009, 35 000 trabalhadores migrantes chineses também viviam na Argélia.
A maior concentração de migrantes argelinos fora da Argélia está na França, que, segundo relatos, tem mais de 1,7 milhão de argelinos até a segunda geração.

### Composição étnica

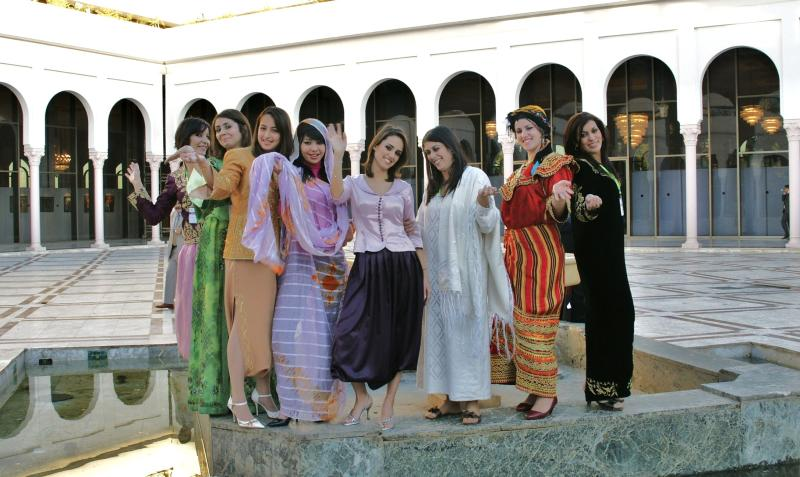
Argelinos com roupas tradicionais

Os berberes nativos, bem como fenícios, romanos, bizantinos, árabes, turcos, vários africanos subsaarianos e franceses contribuíram para a história da Argélia. Descendentes de refugiados andalusinos também estão presentes na população de Argel e de outras cidades. Além disso, o espanhol foi falado por esses descendentes de mouriscos aragoneses e castelhanos no início do século XVIII e até o catalão foi falado ao mesmo tempo por descendentes de mouriscos catalães na pequena cidade de Grish El-Oued.
Existem 600 000 a 2 milhões de turcos argelinos, descendentes de governantes, soldados, médicos e outros turcos que governaram a região durante o domínio do Império Otomano no norte da África. Os descendentes turcos atuais são chamados frequentemente kouloughlis, significando descendentes de homens turcos e de mulheres argelinas nativas.
Apesar do domínio da cultura e da etnia berbere na Argélia, a maioria dos argelinos se identifica com uma identidade árabe, especialmente depois que o nacionalismo árabe se levantou no século XX. Os berberes e os argelinos que falam berbere são divididos em muitos grupos com línguas variadas. O maior destes são os cabiles, que vivem na região de Cabília ao leste de Argel, os chaoui do Nordeste Argélia, os tuaregues no deserto do sul e os shenwa do norte do país.
Durante o período colonial, existia uma grande (10% em 1960) população de europeus, que se tornou conhecida como pied-noirs. Eram principalmente de origem francesa, espanhola e italiana. Quase toda esta população partiu durante a guerra da independência ou imediatamente após o seu fim.

### Língua

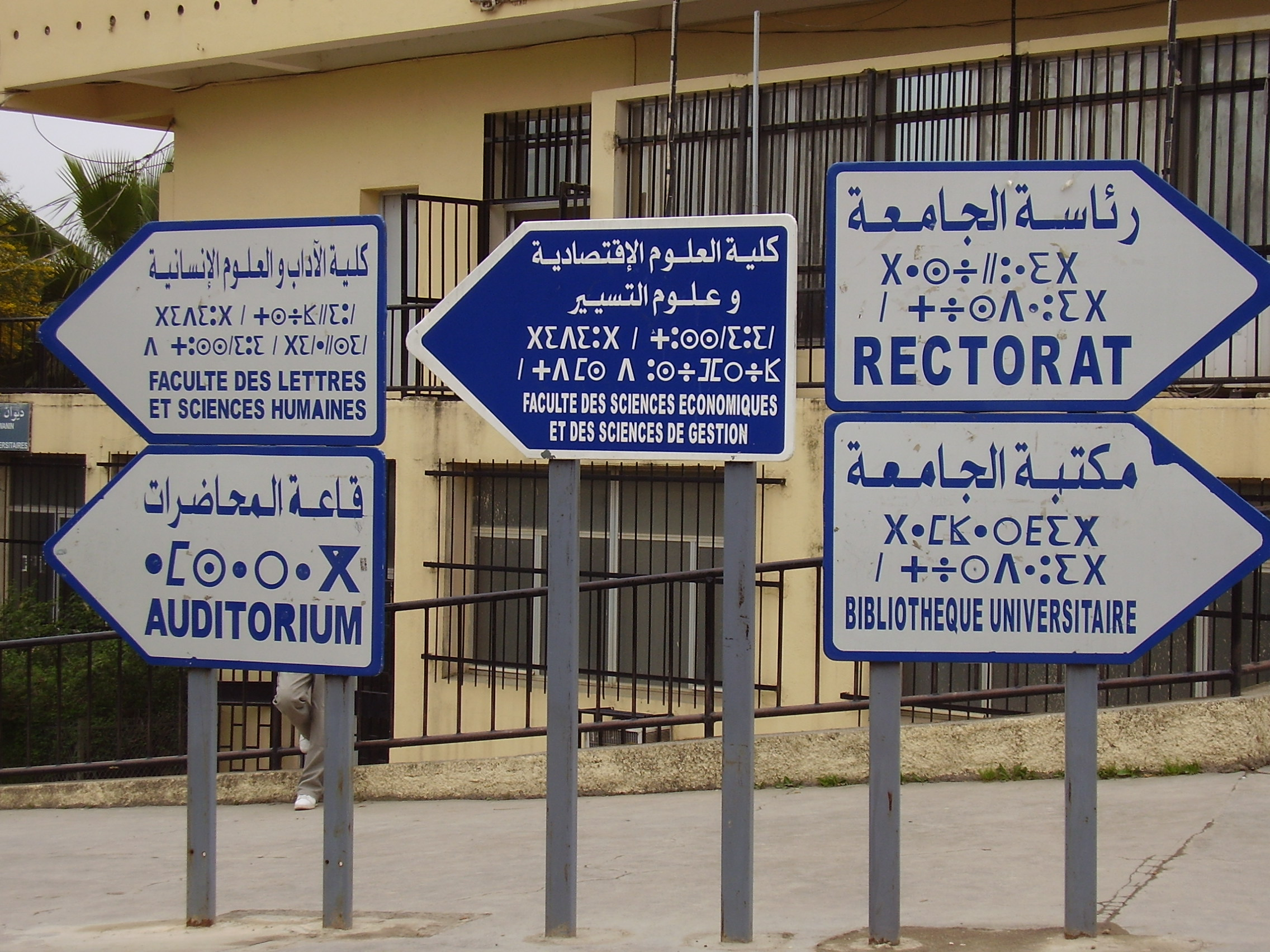
Placas na Universidade de Tizi Ouzou em árabe, berbere e francês

O berbere e o árabe moderno padrão são as línguas oficiais. O árabe argelino (Darja) é a língua utilizada pela maioria da população. O árabe argelino coloquial é infundido pesadamente com empréstimos do francês e do berbere.
O berbere foi reconhecido como uma "língua nacional" pela emenda constitucional de 8 de maio de 2002. O cabila, a língua berbere predominante, é ensinado e é parcialmente cooficial (com algumas restrições) em partes da Cabília. Em fevereiro de 2016, a constituição argelina aprovou uma resolução que faria do berbere uma língua oficial ao lado do árabe.
Embora o francês não tenha um estatuto oficial, a Argélia é o segundo maior país francófono do mundo em termos de falantes e o francês é largamente utilizado no governo, nos meios de comunicação (jornais, rádio, televisão local) e no sistema educacional devido à história colonial do país. Pode ser considerada como a língua cooficial de facto da Argélia. Em 2008, 11,2 milhões de argelinos podiam ler e escrever em francês. Um estudo do Instituto Abassa em abril de 2000 descobriu que 60% dos domicílios podiam falar e entender francês ou 18 milhões de pessoas em uma população de 30 milhões. Nas últimas décadas, o governo reforçou o estudo do francês e programas de TV têm reforçado o uso do idioma.
A Argélia emergiu como um Estado bilíngue depois de 1962. O árabe argelino coloquial é falado por cerca de 72% da população e o berbere por 27-30%.

### Religião

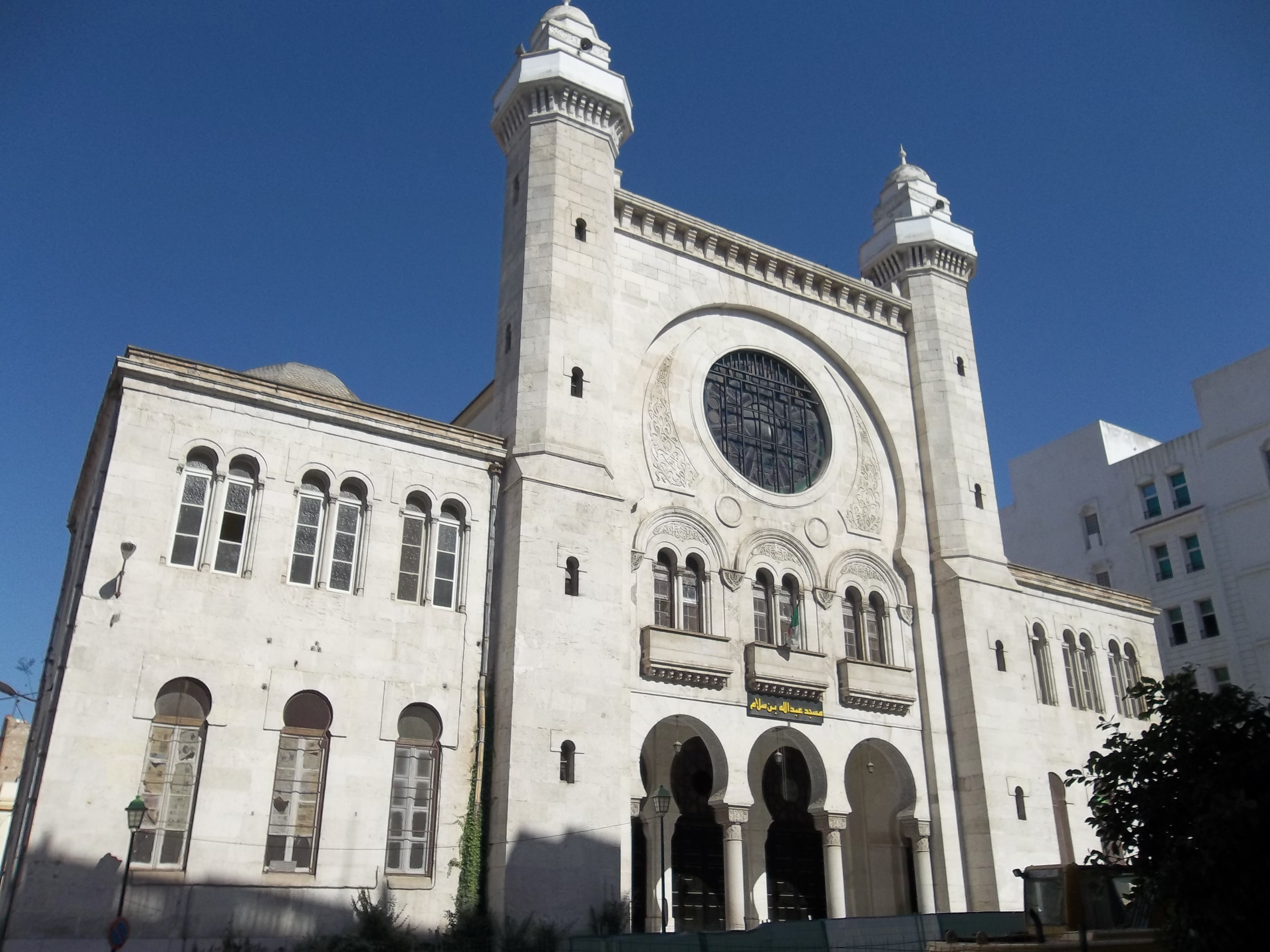
Antiga sinagoga e atual mesquita em Orã

O islã é a religião predominante na Argélia, sendo que seus adeptos representam 99% da população. Existem cerca de 150 000 ibadistas no vale M'zab na região de Ghardaia.
As estimativas do número de cristãos na Argélia variam. Um artigo da BBC de 2008 estimou que havia cerca de 10 mil cristãos no país. Num estudo de 2009, a ONU calculou que havia 45 000 católicos e 50 000 a 100 000 protestantes na Argélia. Um estudo de 2015 estimou que havia 380 000 "crentes em Cristo de origem muçulmana" no país.
Após a revolução e a independência argelina, cerca de 6500 dos 140 000 judeus do país deixaram o país, dos quais cerca de 90% se mudaram para a França com os pied-noirs e 10% partiram para Israel.[carece de fontes?]
A Argélia deu ao mundo muçulmano uma série de pensadores proeminentes, como Emir Abdelkader, Abdelhamid Ben Badis, Mouloud Kacem Nait Belkacem, Malek Bennabi e Mohammed Arkoun.
Com a saída dos franceses, após a independência, os cristãos ficaram reduzidos a 1% da população, dos quais, 0,5% são estrangeiros. Incidentes contra pregadores e padres são constantes, como em dezembro de 2009, quando uma igreja foi incendiada e seu pastor ameaçado.

## Governo e política

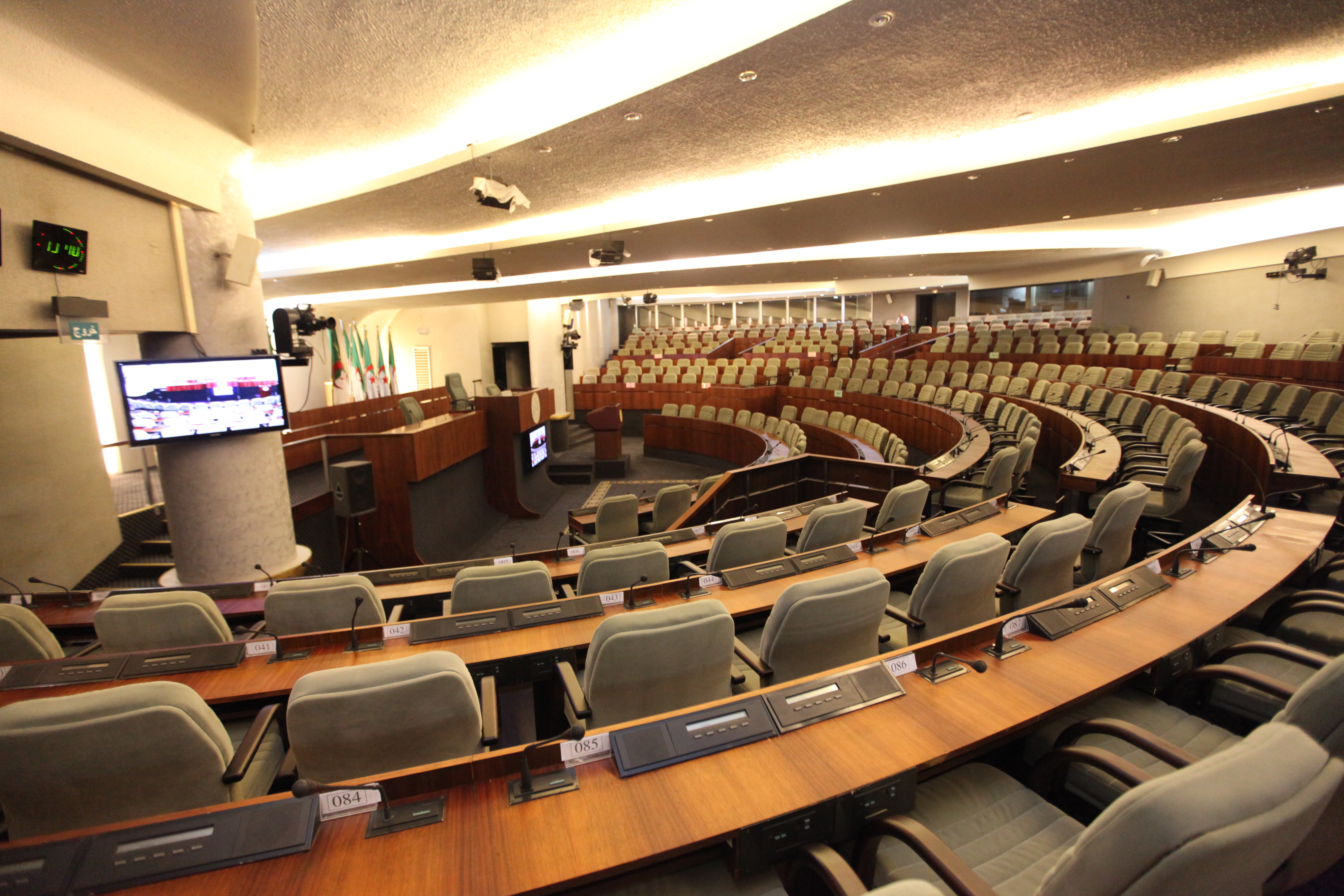
Assembleia Nacional Popular, sede do poder legislativo

Os políticos eleitos têm relativamente pouca influência sobre a Argélia. Em vez disso, um grupo de décideurs civis e militares não eleitos, conhecidos como le pouvoir, realmente governam o país, até mesmo decidindo quem deve ser presidente. O homem mais poderoso pode ser Mohamed Mediène, chefe da inteligência militar. Nos últimos anos, muitos desses generais morreram ou se aposentaram. Após a morte do General Larbi Belkheir, Bouteflika colocou pessoas leais em cargos-chave, notadamente na Sonatrach, e obteve emendas constitucionais que possibilitam que ele seja reeleito indefinidamente.
O chefe de Estado é o presidente da Argélia, eleito para um mandato de cinco anos. Anteriormente, o presidente estava limitado a dois mandatos de cinco anos, mas uma emenda constitucional aprovada pelo Parlamento em 11 de novembro de 2008 removeu essa limitação. A Argélia tem o sufrágio universal aos 18 anos de idade. O Presidente é o chefe do exército, do Conselho de Ministros e do Conselho de Alta Segurança. Ele nomeia o primeiro-ministro, que também é o chefe do governo.
O parlamento argelino é bicameral; a Câmara, a Assembleia Nacional Popular, tem 462 membros eleitos diretamente por um mandato de cinco anos, enquanto que a Câmara Alta, o Conselho da Nação, tem 144 membros com mandato de seis anos, dos quais 96 são escolhidos por membros de assembleias locais e 48 são nomeados pelo presidente. De acordo com a Constituição, nenhuma associação política pode ser formada se "se basear em diferenças de religião, língua, raça, gênero, profissão ou região". Além disso, as campanhas políticas devem estar isentas dos assuntos acima mencionados.
As eleições parlamentares foram realizadas pela última vez em maio de 2012 e foram julgadas em grande parte livres por monitores internacionais, embora grupos locais alegassem fraudes e irregularidades. Nas eleições, a Frente de Libertação Nacional (FLN) ganhou 221 lugares, a União Nacional Democrática, com apoio militar, ganhou 70 e a islâmica Aliança Verde da Argélia ganhou 47 assentos.

### Forças armadas

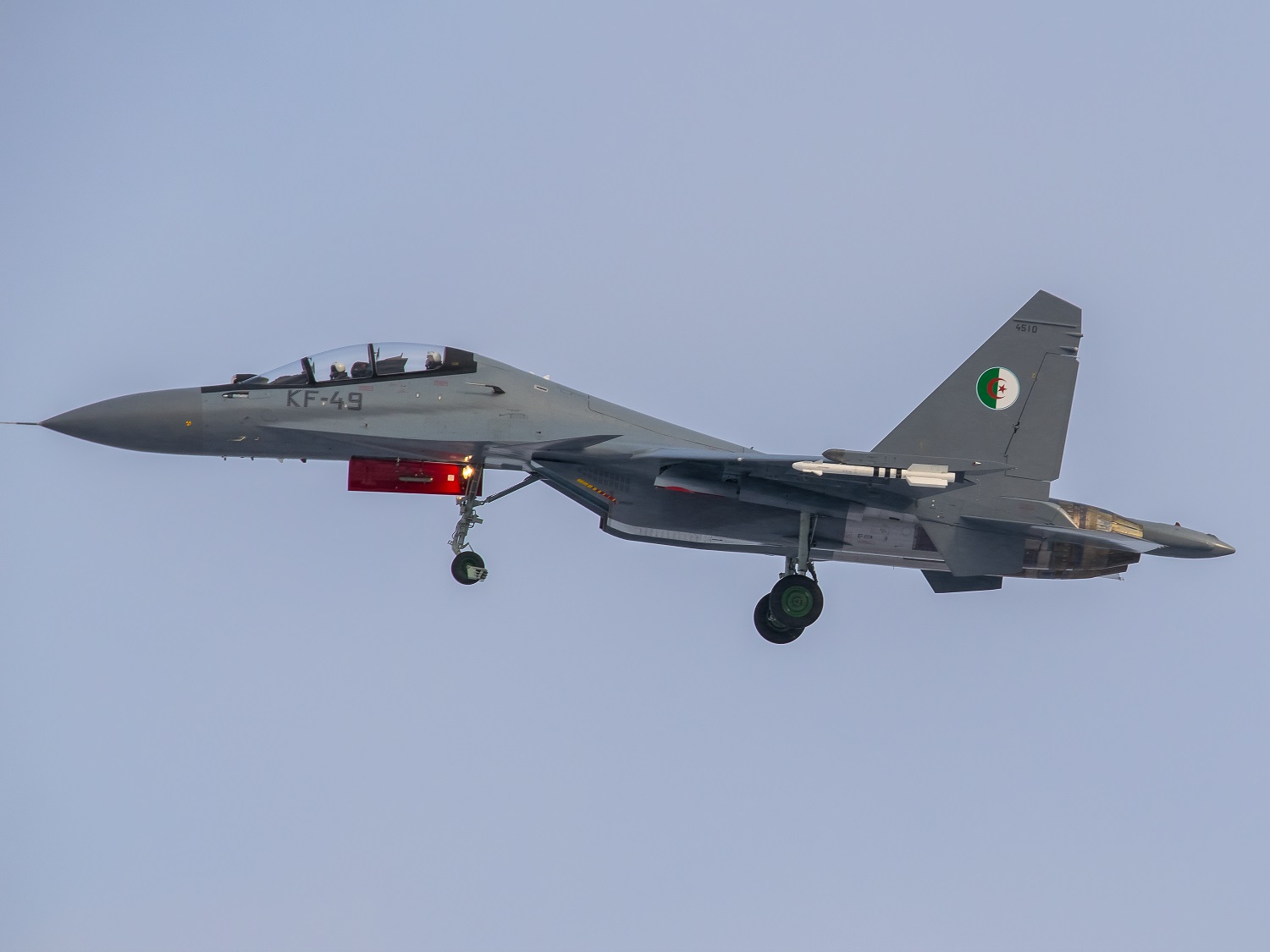
Sukhoi Su-30MKA da Força Aérea Argelina

As Forças Armadas da Argélia consistem no Exército Argelino, na Marinha Argelina e na Força Aérea Argelina, além das Forças Territoriais de Defesa Aérea. É o sucessor direto do Exército de Libertação Nacional, a ala armada da Frente Nacional de Libertação Nacionalista que lutou contra a ocupação militar colonial francesa durante a Guerra da Independência da Argélia (1954-62).
As forças armadas contam com um total de 147 000 militares ativos, 150 000 de reserva e 187 000 paramilitares (estimativa de 2008). O serviço militar obrigatório existe para homens de 19 a 30 anos, num total de 12 meses. As despesas militares representaram 4,3% do Produto Interno Bruto (PIB) em 2012. A Argélia tem o segunda maior força militar do Norte de África e o maior orçamento de defesa da África (10 bilhões * de dólares).
Em 2007, a Força Aérea Argelina assinou um acordo com a Rússia para comprar 49 MiG-29SMT e 6 MiG-29UBT a um custo estimado de 1,9 bilhão de dólares. A Rússia também está construindo dois submarinos movidos a diesel para os argelinos.

### Relações internacionais

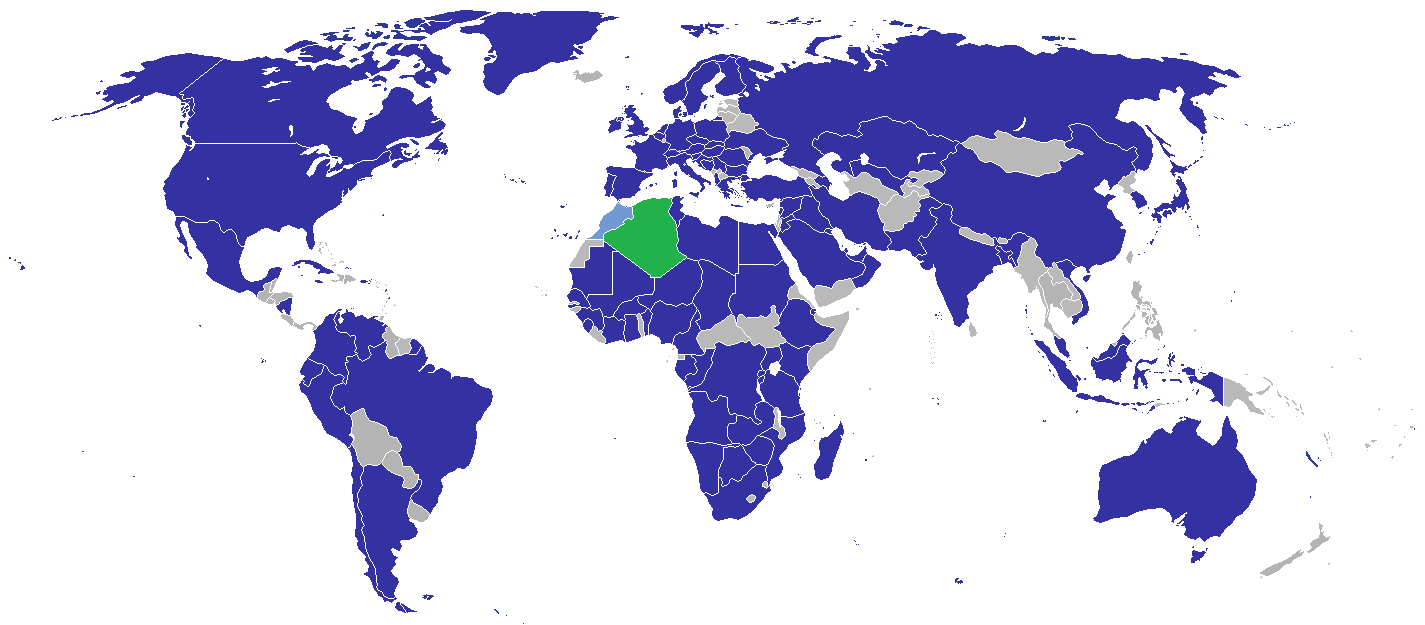
Missões diplomáticas da Argélia

As tensões entre a Argélia e o Marrocos em relação ao Saara Ocidental têm constituído um obstáculo ao reforço da União do Magrebe Árabe, nominalmente estabelecida em 1989, mas que tem pouco peso prático.
A Argélia está incluída na Política Europeia de Vizinhança (PEV) da União Europeia, que visa aproximar a UE e os seus vizinhos. A concessão de incentivos e a recompensa dos melhores resultados, bem como a oferta de fundos de forma mais rápida e flexível, constituem os dois principais princípios subjacentes ao Instrumento Europeu de Vizinhança (ENI), que entrou em vigor em 2014. O seu orçamento é de 15,4 bilhões de euros e prevê a maior parte do financiamento através de uma série de programas.
Em 2009, o governo francês concordou em compensar as vítimas de testes nucleares na Argélia. O ministro da Defesa, Herve Morin, afirmou que "é hora do nosso país estar em paz consigo mesmo, em paz graças a um sistema de compensação e reparações", ao apresentar o projeto de lei sobre os pagamentos. Funcionários e ativistas argelinos acreditam que este é um bom primeiro passo e esperam que esta medida encoraje uma reparação mais ampla.

## Subdivisões
A Argélia é dividida em 48 vileiates. Além da capital, as maiores cidades incluem Annaba, Blida, Constantina, Mostaganem, Oran, Setif, Sidi Bel Abbes, Skikda e Tremecém.
| #  | Vilaiete       | Área (km2) | População | mapa | #                  | Vilaiete    | Área (km2) | População |
| -- | -------------- | ---------- | --------- | ---- | ------------------ | ----------- | ---------- | --------- |
| 1  | Adrar          | 402,197    | 439.700   |      | 25                 | Constantina | 2.187      | 943.112   |
| 2  | Chlef          | 4.975      | 1.013.718 | 26   | Médéa              | 8.866       | 830.943    |           |
| 3  | Laghouat       | 25.057     | 477.328   | 27   | Mostaganem         | 2.269       | 746.947    |           |
| 4  | Oum El Bouaghi | 6.768      | 644.364   | 28   | M'Sila             | 18.718      | 991.846    |           |
| 5  | Batna          | 12.192     | 1.128.030 | 29   | Mascara            | 5.941       | 780.959    |           |
| 6  | Bugia          | 3.268      | 915.835   | 30   | Ouargla            | 211.980     | 552.539    |           |
| 7  | Biskra         | 20.986     | 730.262   | 31   | Orã                | 2.114       | 1.584.607  |           |
| 8  | Béchar         | 161.400    | 274.866   | 32   | El Bayadh          | 78.870      | 262.187    |           |
| 9  | Blida          | 1.696      | 1.009.892 | 33   | Illizi             | 285.000     | 54.490     |           |
| 10 | Bouïra         | 4.439      | 694.750   | 34   | Bordj Bou Arréridj | 4.115       | 634.396    |           |
| 11 | Tamanrasset    | 556,200    | 198.691   | 35   | Boumerdes          | 1.591       | 795.019    |           |
| 12 | Tébessa        | 14.227     | 657.227   | 36   | El Taref           | 3.339       | 411.783    |           |
| 13 | Tremecém       | 9.061      | 945.525   | 37   | Tindouf            | 58.193      | 159.000    |           |
| 14 | Tiaret         | 20.673     | 842.060   | 38   | Tissemsilt         | 3.152       | 296.366    |           |
| 15 | Tizi Ouzou     | 3.568      | 1.119.646 | 39   | El Oued            | 54.573      | 673.934    |           |
| 16 | Argel          | 273        | 2.947.461 | 40   | Khenchela          | 9.811       | 384.268    |           |
| 17 | Djelfa         | 66.415     | 1.223.223 | 41   | Souk Ahras         | 4.541       | 440.299    |           |
| 18 | Jijel          | 2.577      | 634.412   | 42   | Tipaza             | 2.166       | 617.661    |           |
| 19 | Sétif          | 6.504      | 1.496.150 | 43   | Mila               | 9.375       | 768.419    |           |
| 20 | Saïda          | 6.764      | 328.685   | 44   | Ain Defla          | 4.897       | 771.890    |           |
| 21 | Skikda         | 4.026      | 904.195   | 45   | Naâma              | 29.950      | 209.470    |           |
| 22 | Sidi Bel Abbès | 9.150      | 603.369   | 46   | Ain Timouchent     | 2.376       | 384.565    |           |
| 23 | Annaba         | 1.439      | 640.050   | 47   | Ghardaia           | 86.105      | 375.988    |           |
| 24 | Guelma         | 4.101      | 482.261   | 48   | Relizane           | 4.870       | 733.060    |           |

## Economia

Principais produtos de exportação da Argélia em 2019.

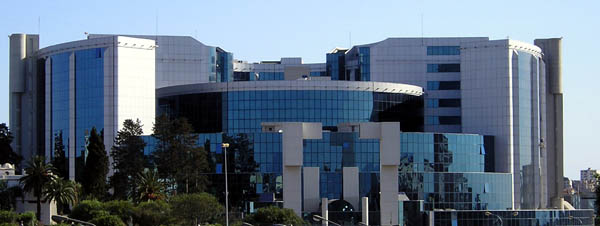
Sede do Ministério das Finanças

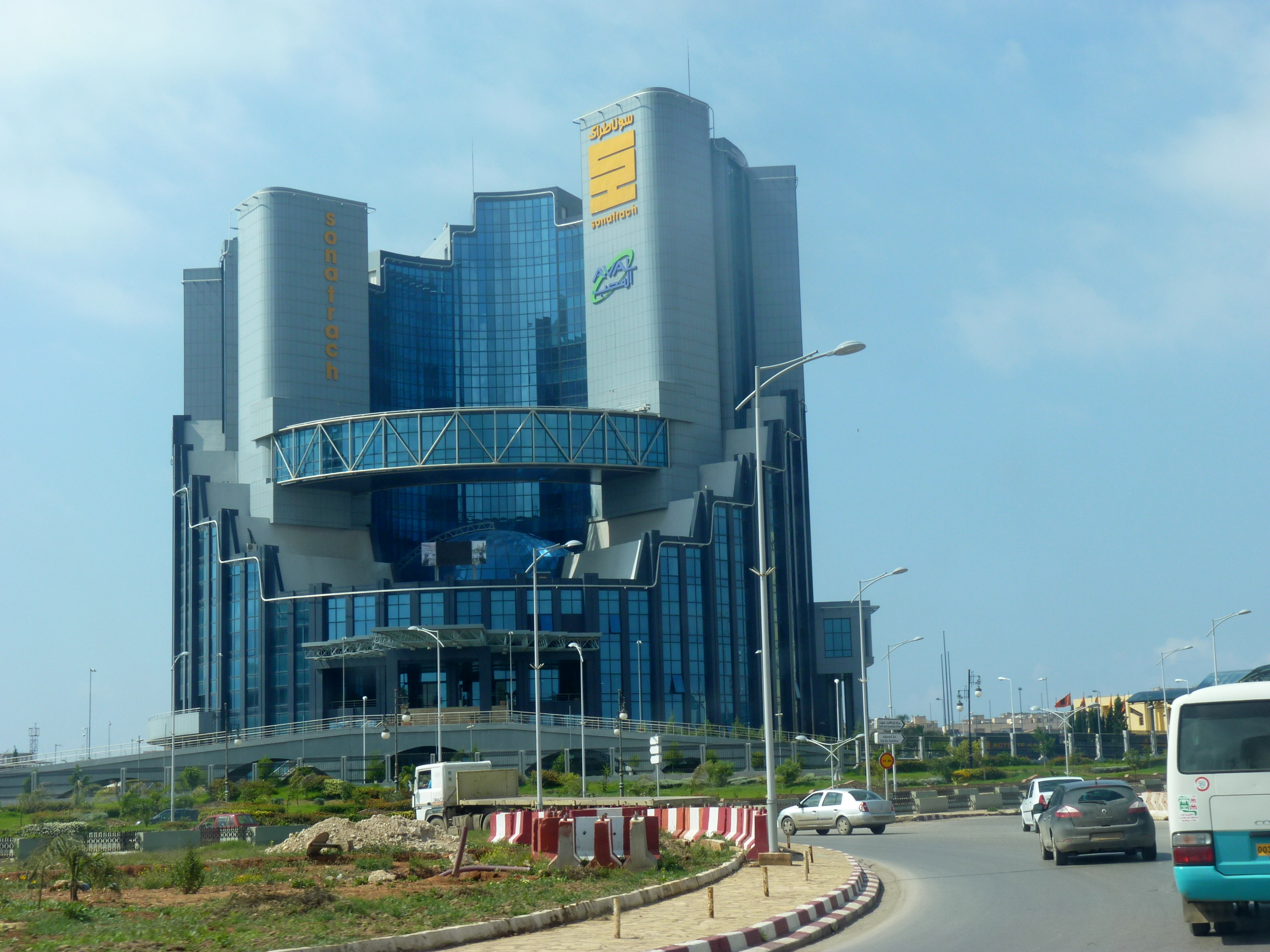
Edifício da Sonatrach em Orã

A Argélia é classificada como um país de renda média-alta pelo Banco Mundial. A moeda da Argélia é o dinar (DZD). A economia continua dominada pelo Estado, um legado do modelo de desenvolvimento socialista pós-independência do país. Nos últimos anos, o governo argelino suspendeu a privatização das indústrias estatais e impôs restrições às importações e ao envolvimento estrangeiro na sua economia.
A Argélia tem lutado para desenvolver indústrias fora do setor de hidrocarbonetos, em parte por causa dos altos custos e de uma inerte burocracia estatal. Os esforços do governo para diversificar a economia, atraindo investimentos estrangeiros e domésticos fora da área de energia, fizeram pouco para reduzir as elevadas taxas de desemprego juvenil ou para enfrentar a escassez de moradias. O país enfrenta uma série de problemas a curto e médio prazo, incluindo a necessidade de diversificar a economia, reforçar as reformas políticas, econômicas e financeiras, melhorar o clima empresarial e reduzir as desigualdades entre as regiões.
A maior base econômica do país está na exportação de petróleo e gás natural. Em 2020, o país era o 17º maior produtor de petróleo do mundo, 1,1 milhão de barris/dia. O país foi o 17º maior exportador de petróleo do mundo em 2014 (798,9 mil barris/dia). Em 2015, a Argélia era o 11º maior produtor mundial de gás natural, 83,0 bilhões de m3 ao ano. Em 2015 era o 7º maior exportador mundial de gás (43,4 bilhões de m3 ao ano) Na agricultura, no entanto, o país tem produções relevantes: em 2018, era um dos 5 maiores produtores do mundo de tâmara, figo, damasco e alcachofra, um dos 10 maiores produtores mundiais de melancia e azeitona e tem grandes produções de batata, trigo, cevada, cebola, tomate, laranja, ameixa, entre outros. Em 2019, o país tinha algumas pequenas exportações agriculturais de açúcar, tâmara, óleo de soja, manteiga de cacau e legumes. O país foi o 9º maior produtor mundial de azeite de oliva em 2018. Na pecuária, se destacava, em 2019, sua produção anual de 2,5 bilhões de litros de leite de vaca, entre outros produtos. O país não tem uma mineração muito relevante, mas em 2019, era o 17º maior produtor mundial de gipsita e o 19º maior produtor mundial de fosfato do mundo.
Uma onda de protestos econômicos em fevereiro e março de 2011 levou o governo argelino a oferecer mais de 23 bilhões * de dólares em subsídios públicos e aumentos retroativos de salários e benefícios. Os gastos públicos aumentaram 27% ao ano nos últimos 5 anos. O programa de investimento público de 2010-14 custará 286 bilhões de dólares, dos quais 40% serão destinados ao desenvolvimento humano.
A economia argelina cresceu 2,6% em 2011, impulsionada pela despesa pública, em especial no setor da construção e obras públicas, e pela crescente procura interna. Se os hidrocarbonetos forem excluídos, o crescimento foi estimado em 4,8%. A taxa de inflação foi de 4% e o déficit orçamental de 3% do PIB. O superávit em conta corrente é estimado em 9,3% do PIB. A inflação, a mais baixa da região, manteve-se estável em 4%, em média, entre 2003 e 2007. Em 2011, a Argélia anunciou um superávit orçamentário de 26,9 bilhões de dólares, aumento de 62% em relação ao superávit de 2010. Em geral, o país exportou 73 bilhões de dólares em commodities enquanto importou 46 bilhões de dólares.
Graças às fortes receitas de hidrocarbonetos, a Argélia tem uma almofada de 173 bilhões de dólares em reservas em moeda estrangeira e um grande fundo de estabilização de hidrocarbonetos. Além disso, a dívida externa da Argélia é extremamente baixa, cerca de 2% do PIB. A economia continua muito dependente da riqueza de hidrocarbonetos e, apesar das elevadas reservas cambiais, o crescimento das despesas atuais torna o orçamento da Argélia mais vulnerável ao risco de receitas prolongadas de hidrocarbonetos.
Em 2011, o setor agrícola e serviços registraram crescimento de 10% e 5,3%, respectivamente. Cerca de 14% da mão-de-obra está empregada no setor agrícola. Em 2011, a política fiscal continuou a ser expansionista e tornou possível manter o ritmo do investimento público e conter a forte procura de empregos e habitação.
A Argélia não aderiu à Organização Mundial do Comércio, apesar de vários anos de negociações. Em março de 2006, a Rússia concordou em perdoar 4,74 bilhões de dólares de uma dívida da Argélia da era soviética durante uma visita do presidente russo Vladimir Putin ao país, a primeira por um líder russo em meio século. Em troca, o presidente argelino Abdelaziz Bouteflika concordou em comprar 7,5 bilhões em aviões de combate, sistemas de defesa aérea e outras armas da Rússia, de acordo com o chefe do exportador russo de armas Rosoboronexport. O conglomerado de Dubai, Emarat Dzayer Group, anunciou que assinou um acordo de joint venture para desenvolver uma fábrica de aço de 1,6 bilhão de dólares na Argélia.

### Turismo

Ruínas de Al Qal'a dos Beni Hammad

O desenvolvimento do setor do turismo na Argélia tinha sido anteriormente prejudicado pela falta de instalações, mas desde 2004 foi implementada uma ampla estratégia de desenvolvimento do turismo, resultando na construção de muitos hotéis de alto padrão moderno.[carece de fontes?]
Há diversos locais que são considerados Patrimônio da Humanidade pela UNESCO na Argélia, como Al Qal'a dos Beni Hammad, a primeira capital do império dos hamádidas; Tipasa, uma cidade fenícia e mais tarde romana; e Djémila e Timgad, ambas as ruínas romanas; Vale de M'Zab, um vale de calcário que contém um grande oásis urbanizado; também a Casbá de Argel é uma importante cidadela. O único Patrimônio Mundial natural do país é o Tassili n'Ajjer, uma cordilheira.

### Hidrocarbonetos

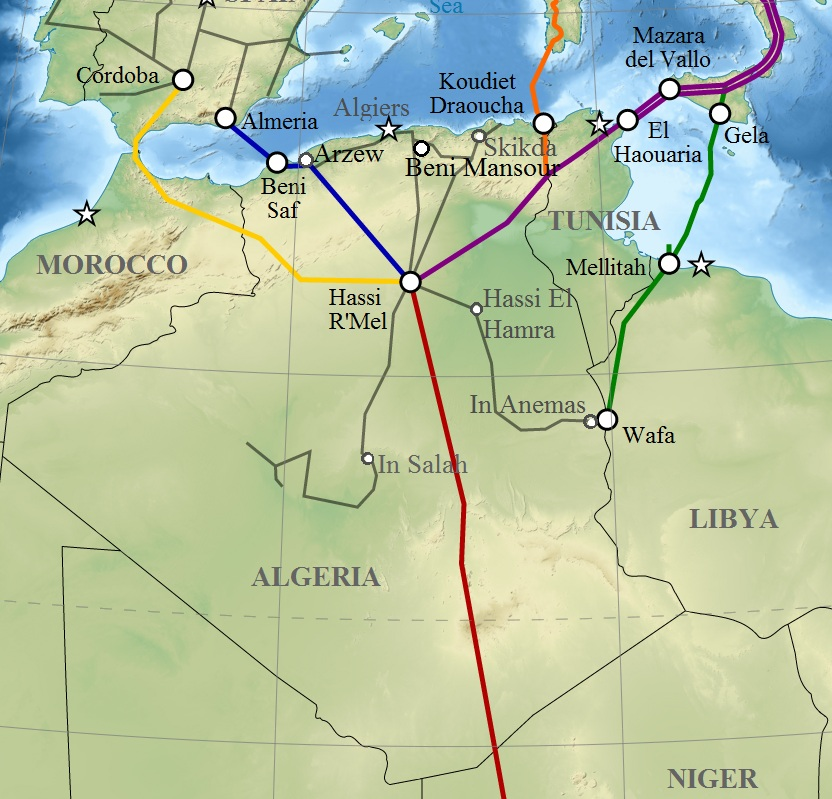
Oleodutos em toda a Argélia

A Argélia, cuja economia depende do petróleo, é membro da OPEP desde 1969. A produção de petróleo bruto é de cerca de 1,1 milhões de barris/dia, mas é também um grande produtor e exportador de gás natural, com importantes ligações à Europa. Os hidrocarbonetos têm sido a espinha dorsal da economia, representando cerca de 60% das receitas orçamentárias, 30% do PIB e mais de 95% dos ganhos de exportação. A Argélia tem a décima maior reserva de gás natural do mundo e é a sexta maior exportadora do recurso. A Administração de Informação de Energia dos Estados Unidos informou que, em 2005, a Argélia tinha reservas de gás natural comprovadas de 480 trilhões de pés cúbicos (4,5 × 1 012 m³). Também ocupa o 16º lugar nas reservas de petróleo.
O crescimento de não hidrocarbonetos para 2011 foi projetado em 5%. Para fazer face às exigências sociais, as autoridades aumentaram as despesas, especialmente no apoio alimentar básico, na criação de emprego, no apoio às PME e em salários mais elevados. Os elevados preços dos hidrocarbonetos melhoraram a balança corrente e a já grande posição das reservas internacionais.
Os rendimentos do petróleo e do gás aumentaram em 2011 em consequência de preços continuamente elevados, embora a tendência no volume de produção seja para baixo. A produção do setor de petróleo e gás em termos de volume continua caindo, passando de 43,2 milhões de toneladas para 32 milhões de toneladas entre 2007 e 2011. No entanto, esse setor representou 98% do volume total de exportações em 2011, contra 48% em 1962 e 70% das receitas orçamentais, ou 71,4 bilhões * de dólares.
A empresa petrolífera nacional argelina é a Sonatrach, que desempenha um papel fundamental em todos os aspectos dos setores do petróleo e do gás natural na Argélia. Todos os operadores estrangeiros devem trabalhar em parceria com a Sonatrach, que geralmente tem participação majoritária em acordos de compartilhamento de produção.

## Infraestrutura

### Transportes

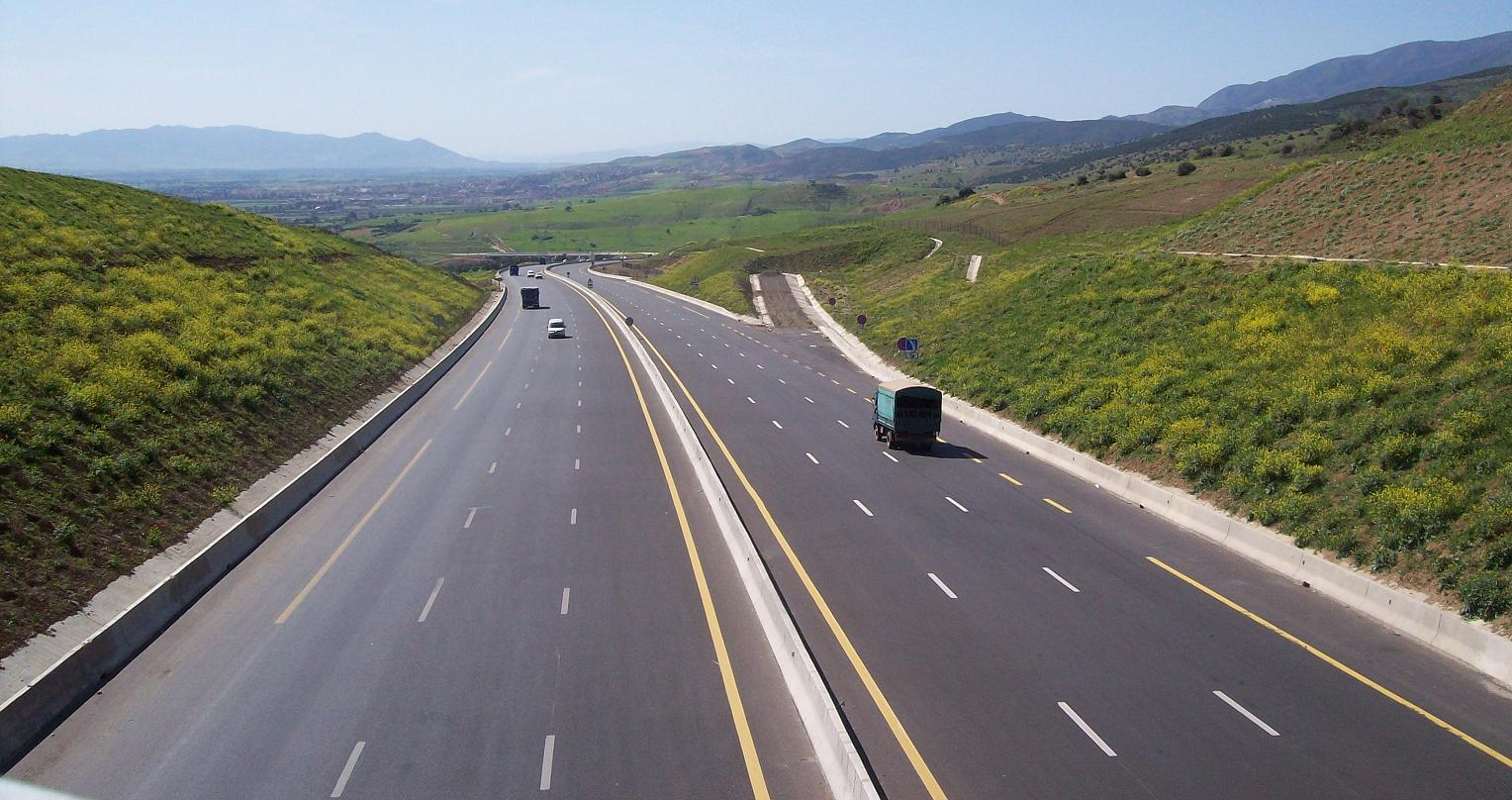
Trecho da Rodovia Cairo–Dakar

A rede rodoviária argelina é a mais densa da África; seu comprimento é estimado em 180 000 km de rodovias, com mais de 3 756 estruturas e uma taxa de pavimentação de 85%. Esta rede será complementada pela Estrada Leste-Oeste, um grande projeto de infraestruturas atualmente em construção. É uma estrada de 3 vias, 1 216 km de comprimento, ligando Annaba no extremo leste a Tremecém, no extremo oeste. A Argélia também é atravessada pela Rodovia Argel–Lagos, que agora está completamente pavimentada. Esta estrada é apoiada pelo governo argelino para aumentar o comércio entre a Argélia e os demais países atravessados por ela: Mali, Níger, Nigéria, Chade e Tunísia.

### Educação
Desde a década de 1970, num sistema centralizado concebido para reduzir significativamente o índice de analfabetismo, o governo argelino introduziu um decreto através do qual a frequência escolar tornou-se obrigatória para todas as crianças com idades compreendidas entre os 6 e os 15 anos, 20 instalações foram construídas desde a independência, sendo que agora a taxa de alfabetização é de cerca de 78,7%.

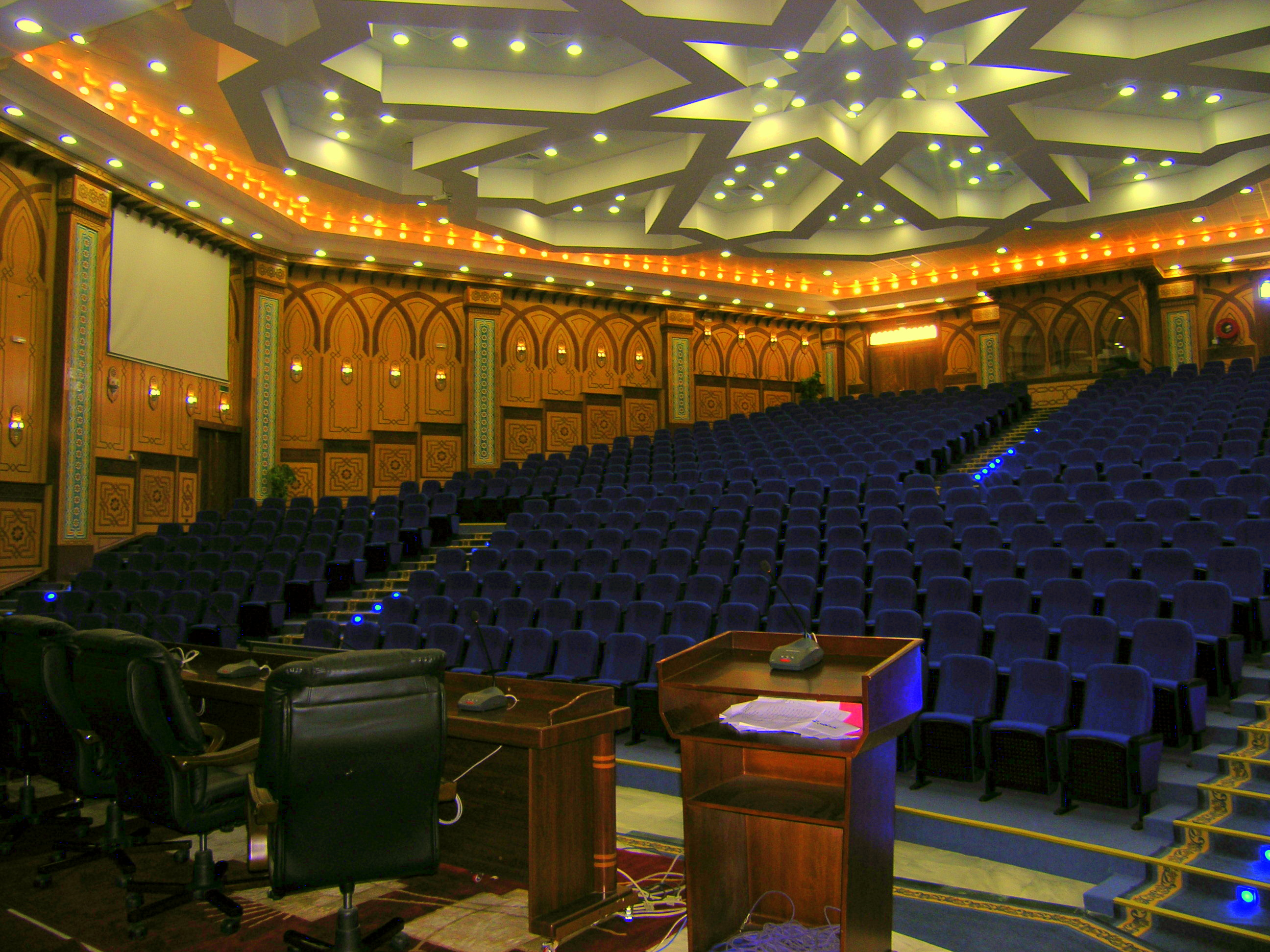
Anfiteatro da Universidade de Médéa

Desde 1972, o árabe é usado como a língua de instrução durante os primeiros nove anos de escolaridade. A partir do terceiro ano, o francês é ensinado e é também a língua de instrução para aulas de ciências. Os alunos também podem aprender inglês, italiano, espanhol e alemão. Em 2008, surgiram novos programas na escola elementar, visto que a escolaridade obrigatória não começa aos seis anos de idade, mas aos cinco anos. Além das 122 universidades privadas, as instituições de ensino superior públicas são gratuitas. Depois de nove anos de escola primária, os alunos podem ir para o ensino médio ou para uma instituição educacional. A escola oferece dois programas: geral ou técnico. No final do terceiro ano do ensino secundário, os alunos passam o exame do bacharelado, o que permite que uma vez que é bem sucedido para realizar estudos de pós-graduação em universidades e institutos.
A educação é oficialmente obrigatória para crianças entre os seis e os 15 anos. Em 2008, a taxa de analfabetismo entre as pessoas com mais de 10 anos era de 22,3%, 15,6% para os homens e 29,0% para as mulheres. A província com a taxa mais baixa de analfabetismo foi a província de Argel com 11,6%, enquanto a província com a maior taxa foi a província de Djelfa, com 35,5%.
A Argélia tem 26 universidades e 67 instituições de ensino superior, que acomodam um milhão de argelinos e 80 000 estudantes estrangeiros em 2008. A Universidade de Argel, fundada em 1879, é a mais antiga e oferece educação em várias disciplinas (direito, medicina, ciências e letras). 25 destas universidades e quase todas as instituições de ensino superior foram fundadas após a independência do país. Entre as universidades mais importantes, estão a Universidade de Ciência e Tecnologia Houari-Boumediene, a Universidade Mentouri de Constantina e a Universidade de Oran Es-Senia. A Universidade de Abou Bekr Belkaïd em Tremecém e a Universidade de Batna Hadj Lakhdar ocupam a posição 26ª e 45ª, respectivamente, entre as melhores da África.

### Saúde

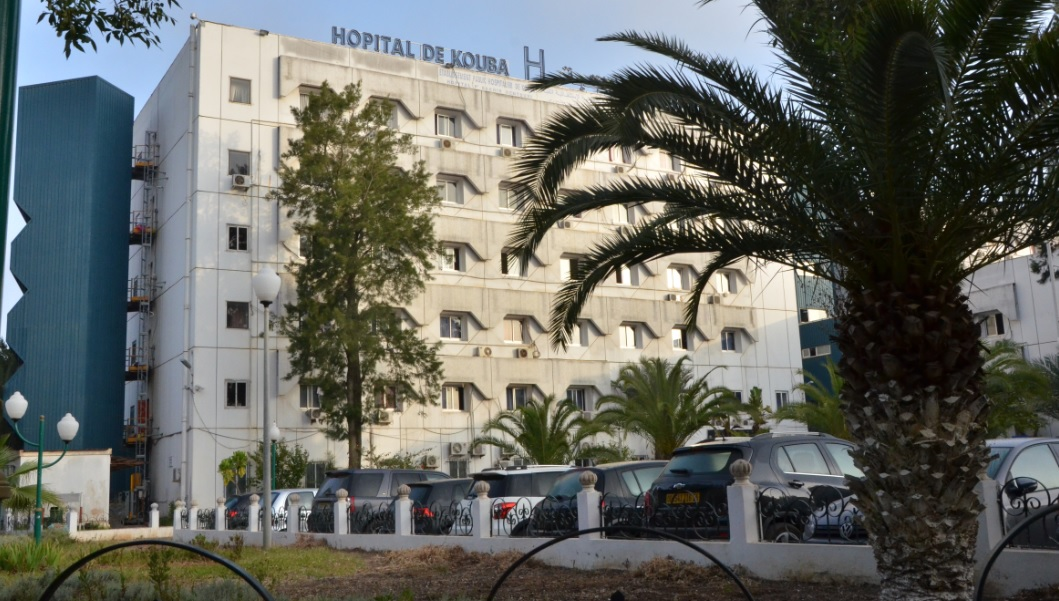
Hospital de Kouba

Em 2002, a Argélia tinha um número inadequado de médicos (1,13 para cada mil pessoas), enfermeiros (2,23 por mil pessoas) e dentistas (0,31 por mil pessoas). O acesso a "fontes de água adequadas" limitou-se a 92% da população em áreas urbanas e 80% da população em áreas rurais. Cerca de 99% dos argelinos que vivem em áreas urbanas, mas apenas 82% dos que vivem em áreas rurais, tiveram acesso a "saneamento adequado". De acordo com o Banco Mundial, a Argélia está a fazer progressos no sentido da sua meta de "reduzir à metade o número de pessoas sem acesso sustentável a água potável e saneamento básico". Dada a população jovem da Argélia, a política favorece os assistência médica preventiva e clínicas em hospitais. De acordo com esta política, o governo mantém um programa de imunização. No entanto, o mau saneamento e a água impura ainda causam tuberculose, hepatite, sarampo, febre tifoide, cólera e disenteria. Os pobres geralmente recebem assistência médica gratuita.
Os registros de saúde foram mantidos na Argélia desde 1882 e começaram a adicionar os muçulmanos que vivem no sul à sua base de dados em 1905, durante o domínio francês.

## Cultura

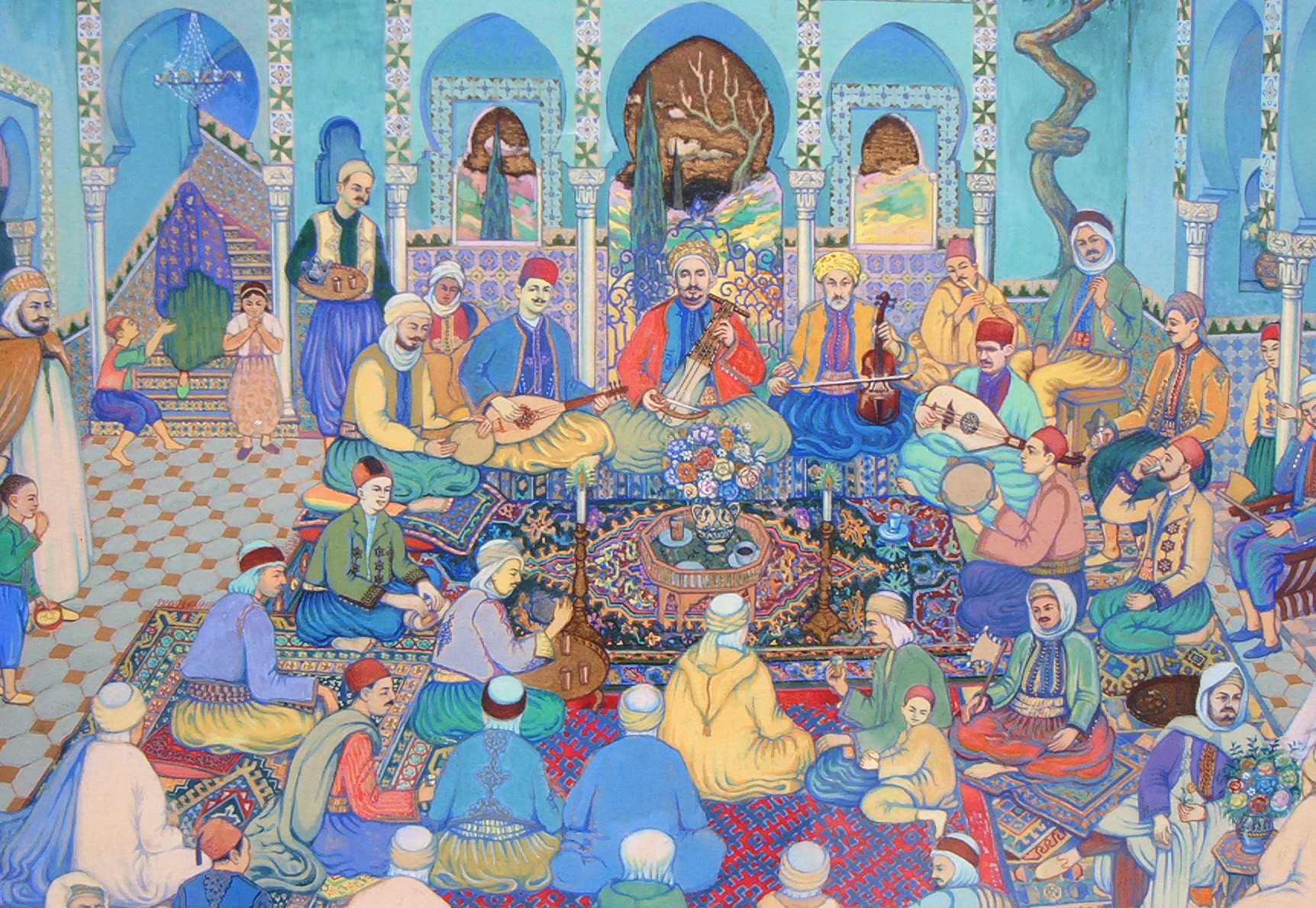
Músicos argelinos em Tremecém; pintura por Bachir Yellès

A grande maioria dos argelinos é de descendentes de árabes e berberes; os berberes, a partir do século VII adotaram a língua árabe e o islamismo dos poucos árabes que habitavam a região.
A Argélia conheceu um período de esplendor cultural na época do Califado Almóada, nos séculos XII e XIII, que coincidiu com o apogeu da civilização andaluza. A influência berbere se manifestou sobretudo no campo da literatura, em que se destacaram os poetas Alcalami (século XII) e ibne Alcafune. Mais tarde continuou-se a cultivar as ciências e os estudos de tecnologia, história e direito, até que, com o início da colonização francesa em 1830, a cultura argelina se foi assimilando progressivamente à da metrópole. O árabe se manteve como língua literária na obra de alguns autores nativos, como os dramaturgos Ksentini e Mahiedine, além do poeta Mohamed al-Id, e ganhou novo impulso depois da independência, embora o francês continuasse a ser amplamente utilizado.[carece de fontes?]

### Pintura

"Mulheres de Argel" (1834), de Eugène Delacroix, com inspiração orientalista.

Argel, a capital do país, tem sido uma fonte de inspiração para muitos artistas que espalharam sua imagem pelo mundo. As primeiras pinturas são obra de oficiais, viajantes ou orientalistas (Delacroix, Théodore Chassériau e Fromentin). Renoir, Marquet, Dufy, Friesz e Maurice Denis, artistas da escola de Argel e pintores abstratos, cada um com seu estilo e técnica, também compilaram pinturas tendo a cidade como inspiração. Entre 1954-1955, Pablo Picasso produziu quinze variações baseadas na obra-prima de Eugène Delacroix, "Mulheres de Argel" (1834), uma homenagem à insurgência argelina. Um dos pintores mais famosos por suas representações da Casbah é Mohammed Racim, um nativo da Casbah. Suas obras ilustram o período antigo da Casbah, atualizando a popular tradição argelina. Louis Comfort Tiffany, pintor americano, também registrou um período orientalista e visitou Argel em 1875. Entre 1957 e 1962, o pintor René Sintès pintou a Casbah. Suas pinturas, em particular Petit Matin, La Marine e Couvre-feu refletem a atmosfera de inquietação vista na cidade de Argel durante a Guerra da Argélia.
Pintores argelinos, como Mohamed Racim, tentaram reviver o prestigiado passado argelino antes da colonização francesa, ao mesmo tempo em que contribuíram para a preservação dos valores autênticos da Argélia. Nesta linha, Mohamed Temam e Abdelkhader Houamel também abordaram este tema através desta arte, com pinturas de cenas da história do país, hábitos e costumes do passado e a vida no campo. Outras novas correntes artísticas, incluindo a de M'hamed Issiakhem, Mohammed Khadda e Bachir Yelles, apareceram na cena da pintura argelina, abandonando a pintura clássica figurativa para encontrar novas formas pictóricas, a fim de adaptar as pinturas argelinas às novas realidades do país, através de sua luta e suas aspirações. Mohammed Khadda e M'hamed Issiakhem foram os pintores mais notáveis nos últimos anos.